# 豊臣秀吉
豊臣 秀吉（とよとみ ひでよし / とよとみ の ひでよし、旧字体：豐臣 秀吉）は、戦国時代 - 安土桃山時代の日本の武将、戦国大名、公卿。天下人、（初代）武家関白、太閤。三英傑の一人。織田信長の後を継いで天下を統一し、近世封建社会の基礎を築いた。官位は従一位、関白、太政大臣、贈正一位。

## 概要
幼少期については様々な伝説があるものの明確にはなっておらず、木下藤吉郎秀吉として尾張の戦国大名織田信長に仕え、若くして織田家の有力武将となり、羽柴（はしば）に改名した。信長が支配領域を拡張する中で更に功績を上げ、長浜・但馬国・播磨国を領する織田家宿老の一人となった。毛利氏を討つため派遣された中国攻めの最中、信長が本能寺の変で明智光秀に討たれると、急ぎ和睦して京へと戻り、山崎の戦いで光秀を破った。さらに織田政権の主導権争いに勝利したことで、自らの政権を確立した（豊臣政権）。秀吉は武士として初めて関白となり、正親町天皇から豊臣の姓を賜った。朝廷の権威を背景とした惣無事の名のもと各地の戦国大名に臣従を要求し、北条氏を降した小田原征伐により天下統一を果たした。統一後に豊臣政権は太閤検地・刀狩令・石高制などの全国的な政策を推し進め、全国の蔵入地や鉱山収入で巨大な財力を手にした。豊臣政権は聚楽第・方広寺（京の大仏）・伏見城などの大規模建築の造営を行ったほか、秀吉は茶の湯・美術工芸・芸能を愛好し、その発展を促した。秀吉の治世下で発展した文化は桃山文化と呼ばれる。
晩年は明の征服を決意して朝鮮に出兵した（文禄・慶長の役）。その最中に実子秀頼が生まれたことで、後継と定めていた甥秀次を排除し、政権の再構築を余儀なくされた。しかしまもなく秀吉は病に倒れ、幼い秀頼を五大老・五奉行に託してこの世を去った。

## 生涯

### 出自

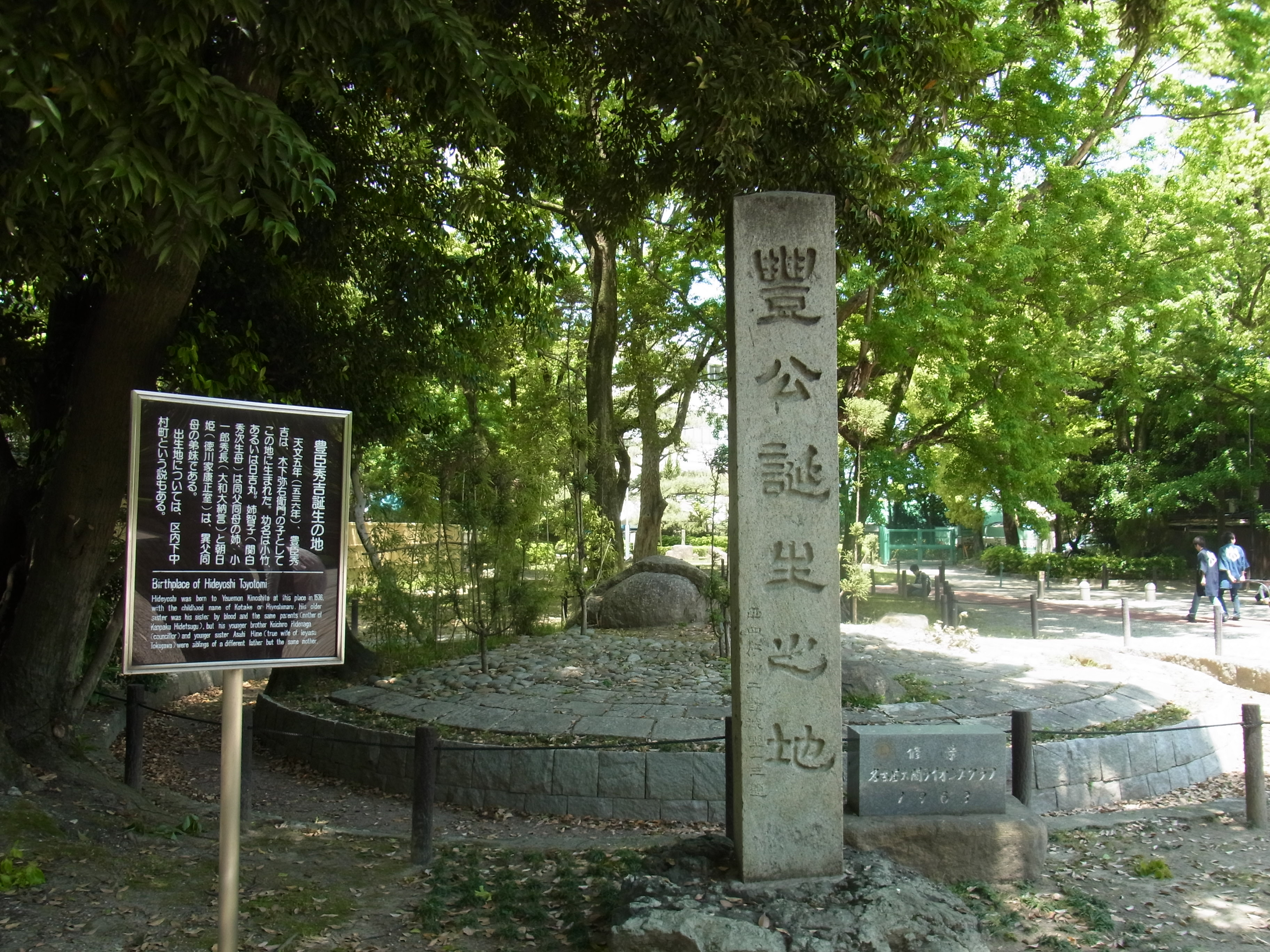
豊公誕生之地碑（名古屋市中村区、中村公園）。

秀吉の出自に関しては、通俗的に広く知られているが、史学としては諸説から確定的な史実を示すことが出来ていない。生母である大政所は秀吉の晩年まで生存しているが、父親については同時代史料に素性を示すものがない。また大政所の実名は「仲（なか）」であると伝えられているが、明確なものではない。
秀吉は自身の御伽衆である大村由己に伝記『天正記』を書かせているが、大村由己による秀吉の素性の説明は、本ごとに異なっている。大村は本能寺の変を記した『惟任退治記』では「秀吉の出生、元これ貴にあらず」と低い身分として描いたが、『天正記』の中の関白任官翌月の奥付を持つ『関白任官記』では、母親である大政所の父は「萩の中納言」であり、大政所が宮仕えをした後に生まれたと記述しており、天皇の落胤であることが仄めかされている。当時の公家に萩中納言という人物は見当たらず、関白就任を側面援護するために秀吉がそのように書くよう指示したとみられている。また松永貞徳が著した『載恩記』にも、秀吉公が「わが母若き時、内裏のみづし所の下女たりしが、ゆくりか玉体に近づき奉りし事あり」と落胤を匂わせる発言をしたと記載されている。しかし、これらは事実とは考えられていない。一般には下層階級の出身であったと考えられている。
江戸初期に成立した『太閤素生記』によれば、秀吉は尾張国愛知郡中村郷中中村（現在の名古屋市中村区）で、足軽と伝えられる木下弥右衛門・なかの子として生まれたとされる。通俗説で父とされる木下弥右衛門や竹阿弥は、足軽または農民、同朋衆、さらにはその下の階層ともいわれてはっきりしない。竹中重門の『豊鑑』では、中村郷の下層民の子であり父母の名も不明としている。江戸中期の武士天野信景の随筆『塩尻』には「秀吉系図」があり、国吉―吉高―昌吉―秀吉と続く名前を載せて、国吉を近江国浅井郡の還俗僧とし、尾張愛知郡中村に移住したとしている。また『尾州志略』では蜂須賀蓮華寺の僧であるとし、『平豊小説』では私生児であったとしている。『朝日物語』『豊臣系図』では一般に継父とされる、信長の同朋衆であった竹阿弥が実父であったとしている。
生年については、従来は天文5年（1536年）といわれていたが、最近では天文6年（1537年）説が有力となっている。誕生日は『太閤素生記』等にある天文5年1月1日説が著名であるが、実際の生誕日は『天正記』や家臣・伊藤秀盛が天正18年（1590年）に飛騨国の石徹白神社に奉納した願文の記載から天文6年2月6日とする説が有力である。小瀬甫庵の『太閤記』で幼名とされる日吉丸は、1月1日に生まれたことを前提に「日吉大明神」の名を受けたものとされるが、確かな資料に基づくものではなく、創作であるとみられている。
広く流布している説として、父・木下弥右衛門の死後、母・仲は竹阿弥と再婚したが、秀吉は竹阿弥と折り合い悪く、いつも虐待されており、天文19年（1550年）に家を出て、侍になるために遠江国に行ったとされる。『太閤素性記』によると7歳で実父・弥右衛門と死別し、8歳で光明寺に入るがすぐに飛び出し、15歳のとき亡父の遺産の一部をもらい家を出て、針売りなどしながら放浪したとなっている。木下も父から継いだ名字かどうか疑問視されていて、妻・ねねの母方の名字とする説もある。これに対して、ねねの実家である杉原氏は同氏宗家で発生した事件を理由に秀吉の命で木下に名字を改めたとする説もある（この説に従えば、秀吉が自分の旧名字を与えたことになる）。また、秀吉の姉である日秀が建立した瑞龍寺に伝わる『瑞龍寺差出』には彼女の父親「妙雲院殿栄本」は「天文十二年癸卯一月二日逝去」と記されている。兄弟の一番下とされる朝日の生年が天文12年（1543年）とされているため、これが正しければ、日秀から朝日までの兄弟は同父とみて差し支えないことになる。ただし、「妙雲院殿栄本」の実名が定かでないため、木下弥右衛門と竹阿弥どちらか確定させることが出来ず、実は両者が同一人物（弥右衛門が出家して竹阿弥と称したなど）であったのが誤って別人として伝わってしまった可能性まで考慮する必要も浮上する。
秀吉の出自については、『改正三河後風土記』は与助という名のドジョウすくいであったとしており、ほかに村長の息子（『前野家文書』「武功夜話」）、大工・鍛冶などの技術者集団や行商人であったとする非農業民説、水野氏説、また漂泊民の山窩出身説、などがあるが、真相は不明である。

### 松下家臣時代
はじめ木下藤吉郎（きのした とうきちろう）と名乗り、今川氏の直臣飯尾氏の配下で、遠江国長上郡頭陀寺荘（現在の浜松市中央区頭陀寺町）にあった引馬城支城の頭陀寺城主・松下之綱（加兵衛）に仕え、今川家の陪々臣（今川氏から見れば家臣の家臣の家臣）となった。藤吉郎はある程度目をかけられたようだが、まもなく退転した。
なお、その後の之綱は、今川氏の凋落の後は徳川家康に仕えるも、天正11年（1583年）に秀吉より丹波国と河内国、伊勢国内に3,000石を与えられ、天正16年（1588年）には1万6,000石と、頭陀寺城に近い遠江久野城を与えられている。

### 織田家に仕官

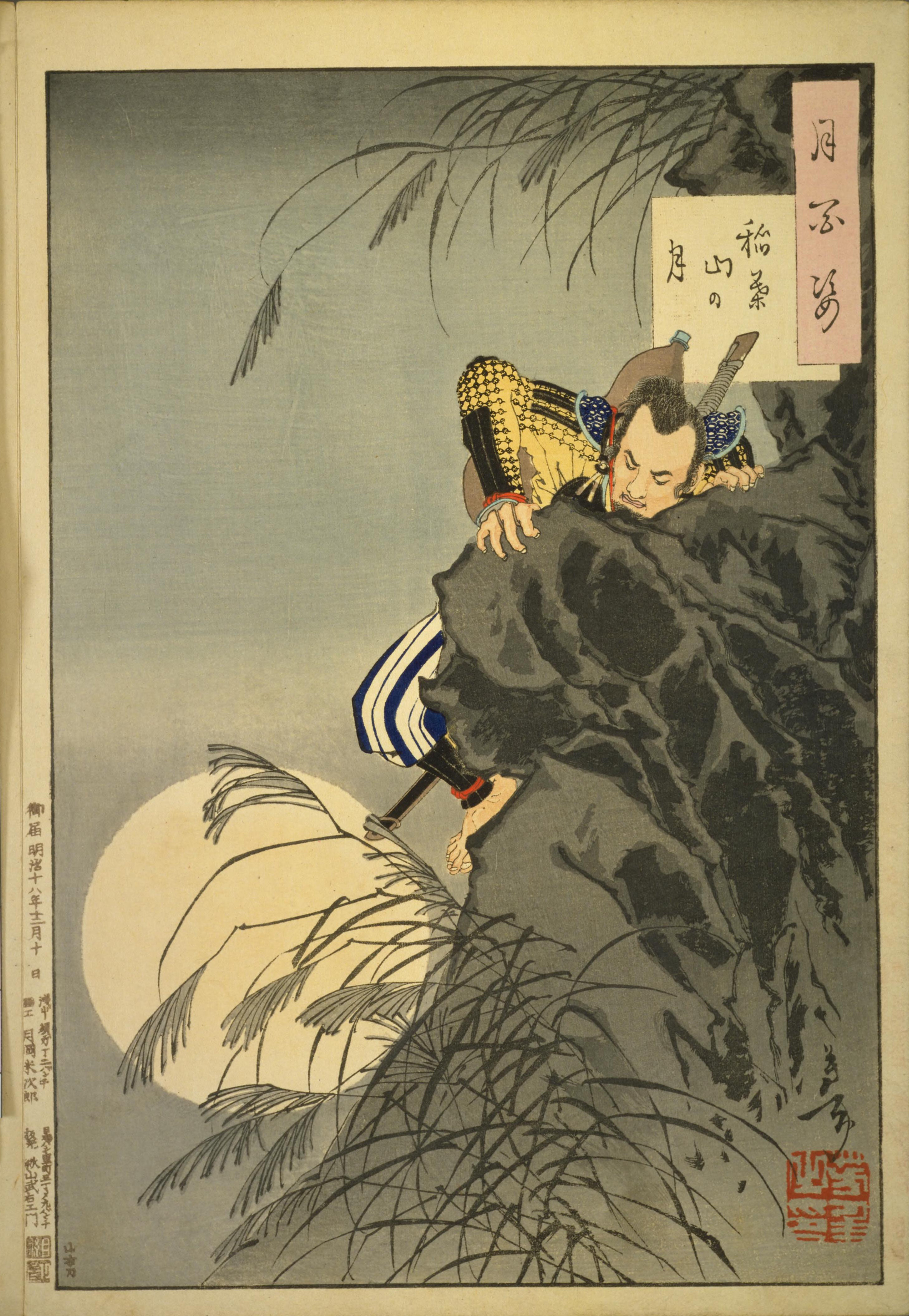
『稲葉山の月』。月岡芳年による浮世絵連作『月百姿』中の一枚。

天文23年（1554年）ごろから織田信長に小者として仕える。
清洲城の普請奉行、台所奉行などを率先して引き受けて大きな成果を挙げるなどし、次第に織田家中で頭角を現していった。また、有名なエピソードとして、信長の草履取りをした際に冷えた草履を懐に入れて温めておいたことで信長は秀吉に大いに嘉（よみ）したというものがある。
永禄4年（1561年）8月、浅野長勝の養女で杉原定利の娘・ねねと結婚する。ねねの実母・朝日はこの結婚に反対したが、ねねは反対を押し切って嫁いだ。結婚式は藁と薄縁を敷いて行われた質素なものであった。桑田忠親は浅野長勝も秀吉も足軽組頭であり、同じ長屋で暮らしていたので、秀吉は浅野家の入り婿の形でねねと婚姻したのではないかとしている。
永禄7年（1564年）、美濃国の斎藤龍興との戦いの中で、松倉城主の坪内利定や鵜沼城主の大沢次郎左衛門らに誘降工作を行い成功させた。
秀吉の名が現れた最初の史料は、永禄8年（1565年）11月2日付けの坪内利定宛て知行安堵状であり、「木下藤吉郎秀吉」として副署している（坪内文書）。このことは、秀吉が信長の有力武将の一人として認められていたことを示している。また、時期は不明であるが、秀吉の弟（後の秀長）が兄の口添えで信長に仕官した際に、信長から偏諱を与えられて「木下小一郎長秀」と称していることも、当時の秀吉の立場を裏付けるものとする見方がある。
永禄9年（1566年）に、墨俣一夜城建設に功績を上げたとされるエピソードがある。また、このころ、蜂須賀正勝・前野長康らを配下に組み入れている。
永禄10年（1567年）の斎藤氏滅亡後、秀吉の要請により信長から竹中重治を、牧村利貞、丸毛兼利と共に与力として下に付けられている（『豊鑑』）。
永禄11年（1568年）9月、近江箕作城攻略戦で活躍したことが『信長記』に記されている。同年、信長の上洛に際して明智光秀、丹羽長秀らとともに京都の政務を任された。
永禄12年（1569年）5月に毛利元就が九州で大友氏と交戦（多々良浜の戦い）している隙をついて、同年6月に出雲国奪還を目指す尼子氏残党が挙兵し、以前尼子氏と同盟していた山名祐豊がこれを支援した。これに対して元就は信長に山名氏の背後を脅かすよう但馬国に出兵を依頼し、これに応じた信長は同年8月1日、秀吉を大将とした軍2万を派兵した。秀吉はわずか10日間で18城を落城させ、同年8月13日には京に引き上げた。この時、此隅山城にいた祐豊は堺に亡命したが、同年末には一千貫を礼銭として信長に献納して但馬国への復帰を許された。
元亀元年（1570年）、越前国の朝倉義景討伐に従軍。順調に侵攻を進めていくが、金ヶ崎付近を進軍中に盟友であった北近江の浅井長政が裏切り、織田軍を背後から急襲した。浅井と朝倉の挟み撃ちという絶体絶命の危機であったが、秀吉は池田勝正や明智光秀と共に殿軍を務め功績をあげた（金ヶ崎の退き口）。
そして姉川の戦いの後には、奪取した横山城の城代に任じられ、浅井氏との攻防戦に従事した（志賀の陣）。その後も小谷城の戦いでは3千の兵を率いて夜半に清水谷の斜面から京極丸を攻め落すなど浅井・朝倉との戦いに大功をあげた。
元亀4年（天正元年、1573年）7月20日には、名字を木下から羽柴に改めている（羽柴秀吉）。羽柴の由来について、『豊鑑』には柴田勝家と丹羽長秀から一字ずつ取ったとあるが、『豊鑑』の記述と秀吉が実際に羽柴を名乗った時期が食い違うことなどから、この説には疑問も呈されている。また、弟の長秀（後の秀長）が羽柴を名乗るのは、天正3年（1575年）に入ってからであるため、当初は秀吉1人が羽柴と称していた可能性が高い。

### 織田政権下での台頭
天正元年（1573年）、浅井氏が滅亡すると、その旧領北近江三郡に封ぜられて、今浜の地を「長浜」と改め、長浜城の城主となる。秀吉は長浜の統治政策として年貢や諸役を免除したため、近在の百姓などが長浜に集まってきた。そのことに不満を感じた秀吉は方針を引き締めようとしたが、正妻ねねの執り成しにより年貢や諸役免除の方針をそのままとした。さらに近江より人材発掘に励み、旧浅井家臣団や、石田三成などを積極的に登用した。天正2年（1574年）、筑前守に任官したと推測されている。
天正3年（1575年）、長篠の戦いに従軍する。天正4年（1576年）、神戸信孝と共に三瀬の変で暗殺された北畠具教の旧臣が篭る霧山城を攻撃して落城させた。
天正5年（1577年）、越後国の上杉謙信と対峙している柴田勝家の救援を信長に命じられるが、秀吉は作戦をめぐって勝家と仲違いをし、無断で兵を撤収して帰還してしまった。その後、勝家らは謙信に敗れている（手取川の戦い）。信長は秀吉の行動に激怒して叱責し、秀吉は進退に窮したが、織田家当主・織田信忠の指揮下で佐久間信盛・明智光秀・丹羽長秀と共に松永久秀討伐に従軍して、功績を挙げた（信貴山城の戦い）。

### 播磨・但馬平定
天正5年（1577年）10月23日、信長に西国の雄毛利輝元ら毛利氏の影響下にある山陽道・山陰道である中国路方面の攻略を命ぜられ、秀吉は播磨国に出陣した。播磨中の在地勢力から人質をとって、かつての播磨守護・赤松氏配下の勢力であった赤松則房・別所長治・小寺政職らを従える。11月中に播磨は平定できると報告して、信長より、その働きを賞賛される朱印状を送られた。
秀吉は更に播磨国から但馬国に攻め入った。岩洲城を攻略し、太田垣輝延の篭もる竹田城を降参させた。以前から交流のあった小寺孝高（黒田孝高）より姫路城を譲り受けて、ここを播磨においての中国攻めの拠点とする。播磨において一部の勢力は秀吉に従わなかったが上月城の戦い（第一次）でこれを滅ぼした。
天正7年（1579年）には、上月城を巡る毛利氏との攻防の末、備前・美作の大名・宇喜多直家を服属させ、毛利氏との争いを有利にすすめるものの、摂津国の荒木村重が反旗を翻した（有岡城の戦い）ことにより、秀吉の中国経略は一時中断を余儀なくされる。このころ、信長の四男である於次丸（羽柴秀勝）を養子に迎えることを許される。
天正8年（1580年）には織田家に反旗を翻した播磨三木城主・別所長治への攻撃が大詰めを迎える。途上において竹中重治や古田重則といった有力家臣を失うものの、2年に渡る兵糧攻めの末、これを降した（三木合戦）。
同年、播磨から再び北上して但馬に侵攻し、かつての守護山名氏の勢力を従える。最後まで抵抗していた山名祐豊（嫡男の山名氏政は落城前に羽柴家に帰参）が篭もる有子山城を攻め落とし、但馬国を織田氏の勢力圏とした。自らは播磨経営に専念するために弟である長秀を竹田城主として置き、但馬国の統治を任せた。
山名氏政を自らの勢力に取り込むことにより但馬の国人の反乱も起きず、羽柴長秀による但馬経営は円滑におこなわれた。

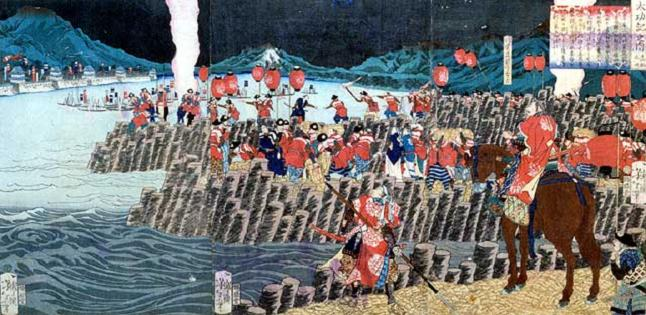
『高松城水攻築堤の図』。月岡芳年による錦絵。

### 中国攻め
天正9年（1581年）には因幡山名家の家臣団が、山名豊国（但馬守護・山名氏政の一門）を追放した上で毛利一族の吉川経家を立てて3000の兵で鳥取城にて反旗を翻したが、秀吉は鳥取周辺の兵糧を買い占めた上で兵糧攻めを行い、これを落城させた（鳥取城の戦い）。その後も中国地方西半を支配する毛利輝元との戦いは続いた。
同年、岩屋城を攻略して淡路国を支配下に置いた。
天正10年（1582年）には備中国に侵攻し、毛利方の清水宗治が守る備中高松城を水攻めに追い込んだ（高松城の水攻め）。このとき、毛利輝元・吉川元春・小早川隆景らを大将とする5万の毛利軍と対峙し、信長に援軍を要請している。
このように中国攻めでは、三木の干殺し、鳥取城の飢え殺し、そして高松城の水攻めといった、金と時間はかかっても敵を確実に下して味方の勢力を温存する秀吉得意の兵糧攻めの戦術が遺憾無く発揮されている。

### 信長の死から清洲会議まで
天正10年（1582年）6月2日、主君・織田信長が京都の本能寺において、明智光秀の謀反により自害した（本能寺の変）。このとき、秀吉は事件を知ると、すぐさま清水宗治の切腹を条件にして毛利輝元と講和し、備中から京都に軍を返した（中国大返し）。
6月13日、秀吉は4万の兵力で山崎にて1万6000の明智光秀軍と戦った。この戦いでは、信長の三男・信孝を初め池田恒興や丹羽長秀、さらに光秀の寄騎であった中川清秀や高山右近までもが秀吉を支持したため、兵力で劣る光秀方は敗北し、光秀は落ち武者狩りにより討たれた（山崎の戦い）。秀吉はその後、光秀の残党も残らず征伐し、京都における支配権を掌握した。
6月27日、清洲城において信長の後継者と遺領の分割を決めるための会議が開かれた（清洲会議）。織田家重臣の柴田勝家は信長の三男・織田信孝（神戸信孝）を推したが、明智光秀討伐による戦功があった秀吉は、信長の嫡男・織田信忠の長男・三法師（後の織田秀信）を推した。勝家はこれに反対したが、池田恒興や丹羽長秀らが秀吉を支持し、さらに秀吉が幼少の三法師の後見人を信孝とするという妥協案を提示したため、勝家も秀吉の意見に従わざるを得なくなり、三法師が信長の後継者となった。
信長の遺領分割においては、織田信雄が尾張国、織田信孝が美濃国、織田信包が北伊勢と伊賀国、光秀の寄騎であった細川藤孝は丹後国、筒井順慶は大和国、高山右近と中川清秀は本領安堵、丹羽長秀は近江国の滋賀郡・高島郡15万石の加増、池田恒興は摂津国尼崎と大坂15万石の加増、堀秀政は近江国佐和山を与えられた。勝家も秀吉の領地であった長浜12万石が与えられた。
秀吉自身は、播磨国・但馬国に明智光秀の旧領であった丹波国（公式には秀吉の養子で信長の四男の羽柴秀勝に与えられた）や山城国・河内国を増領し、28万石の加増となった。これにより、領地においても秀吉は勝家に勝るようになったのである。

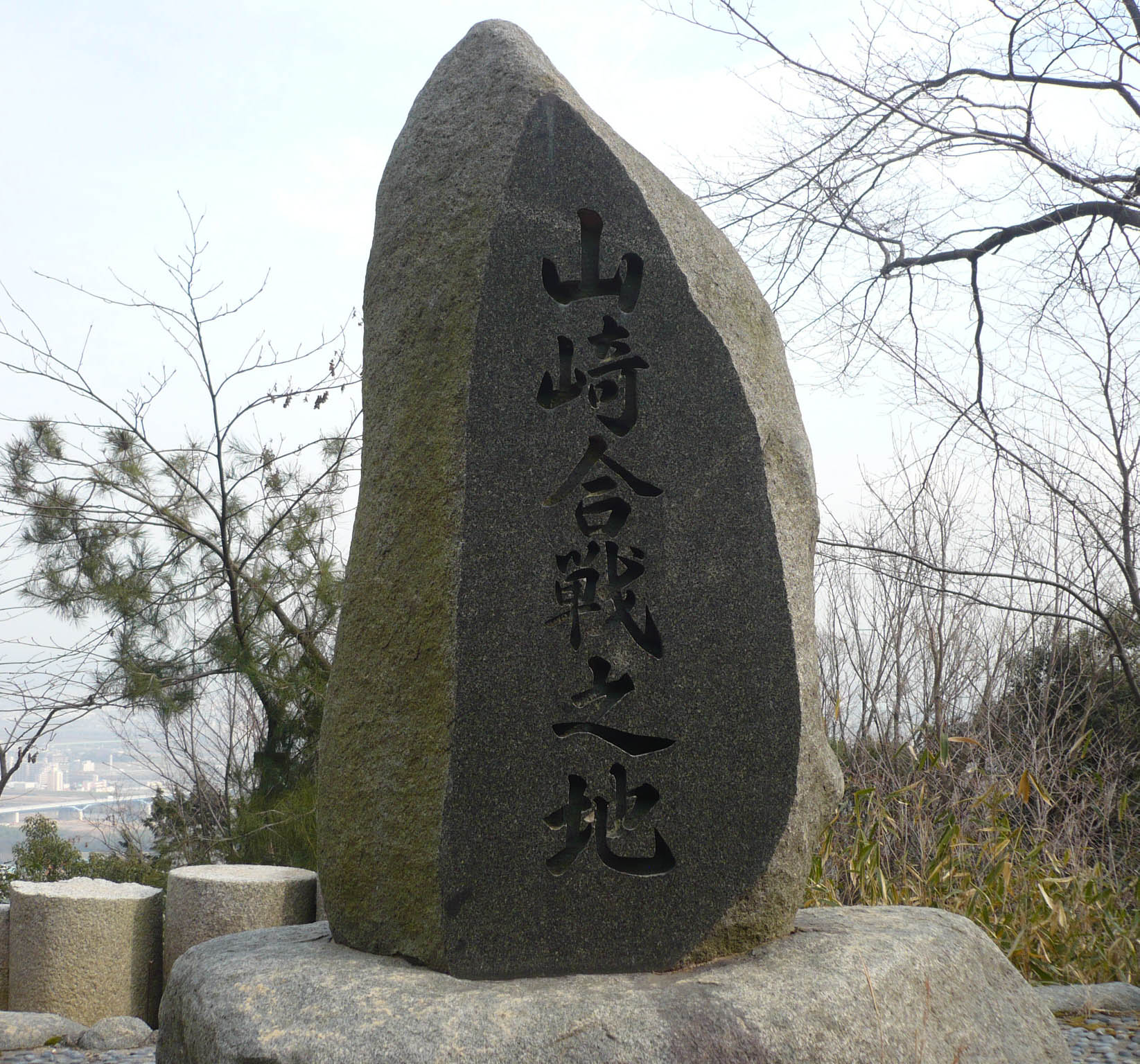
「山崎合戦之地」の石碑。
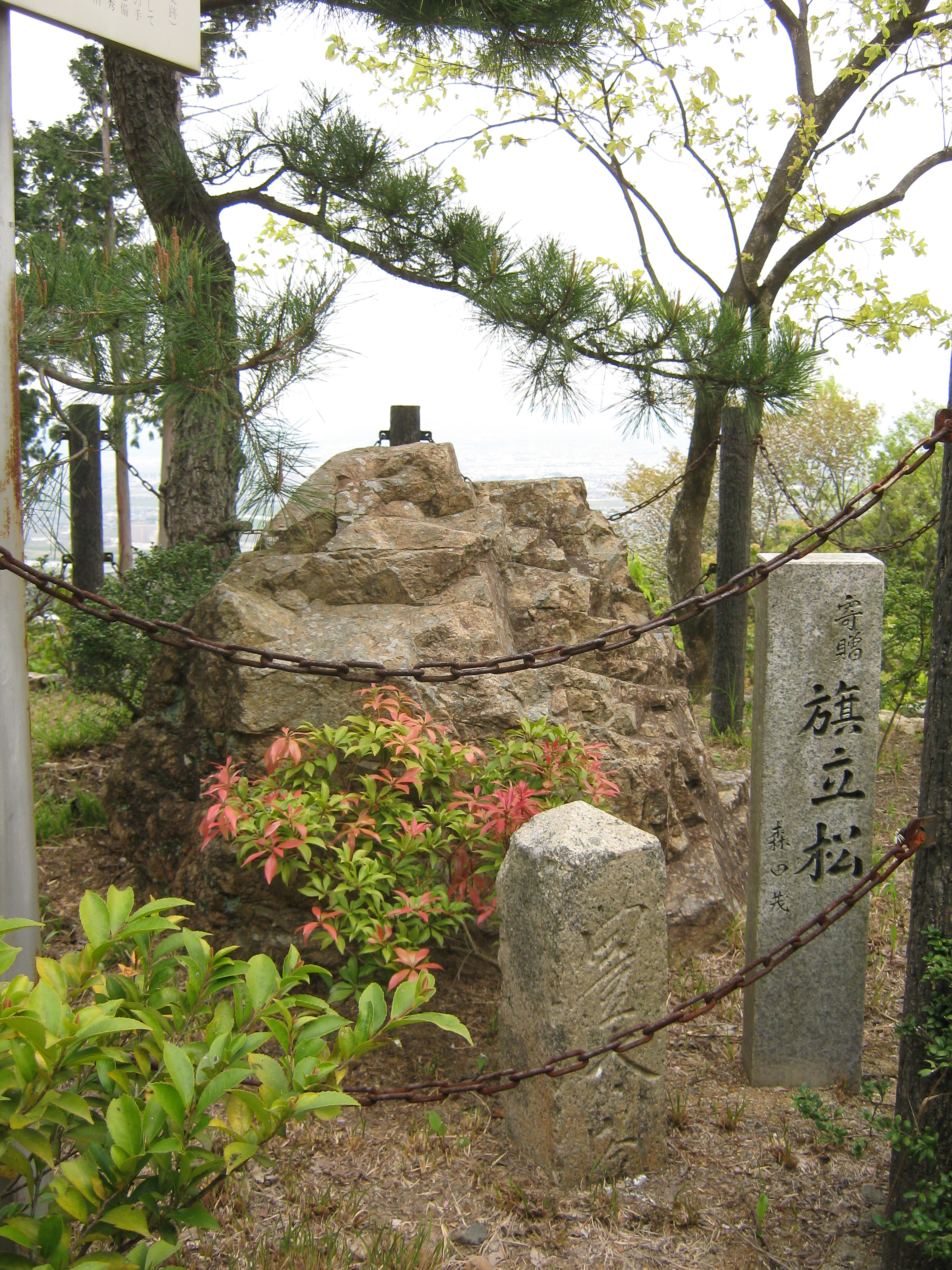
秀吉の旗立松、山崎合戦時、天王山。
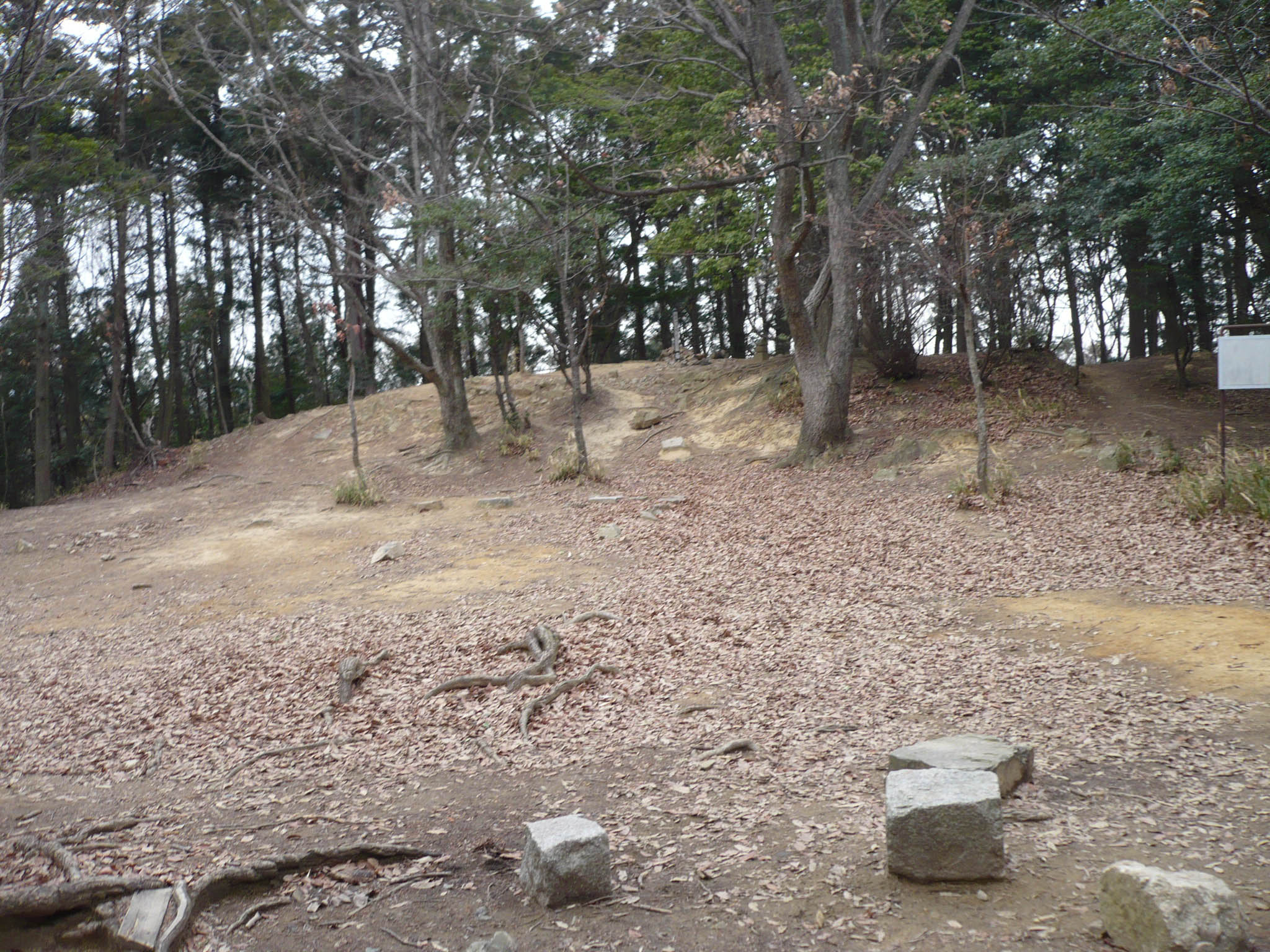
宝寺城の本丸跡。

### 柴田勝家との対立

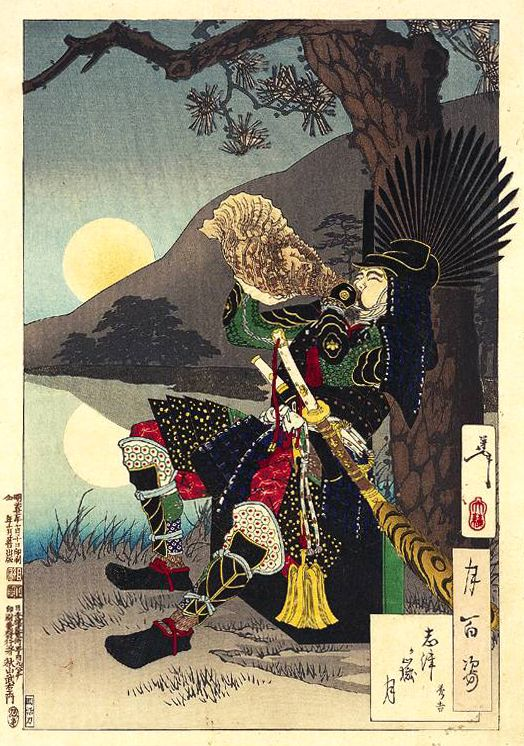
月岡芳年の浮世絵シリーズ「月百姿」 No. 67、志津か嶽月 秀吉。

秀吉は山崎に宝寺城を築城し、山崎と丹波国で検地を実施し、さらに私的に織田家の諸大名と誼を結んでいったため、柴田勝家との対立が激しくなった。
天正10年（1582年）10月、勝家は滝川一益や織田信孝と共に秀吉に対する弾劾状を諸大名にばらまいた。
10月15日、秀吉は養子の羽柴秀勝（信長の四男）を喪主として、信長の葬儀を行う。同年10月20日付堀秀政宛の秀吉書状の宛名には、羽柴の名字が使用されており、すでに秀吉による織田家臣の掌握が始まっていることが分かる。
10月28日、秀吉と丹羽長秀、池田恒興は三法師を織田家当主として擁立した清洲会議の決定事項を反故にし、信雄を織田家当主として擁立し主従関係を結ぶ。ただし、これは三法師が成人するまでの暫定的なものであった。
12月、越前国の勝家が雪で動けないのを好機と見た秀吉は、信孝が三法師を安土に戻さないことなどを大義名分とし、信孝打倒の兵を挙げる。
12月9日、秀吉は池田恒興ら諸大名に動員令を発動し、自ら5万の大軍の指揮を執り宝寺城から出陣し、12月11日に堀秀政の佐和山城に入り、柴田勝家の養子・柴田勝豊が守る長浜城を包囲した。元々勝豊は勝家、そして同じく養子であった柴田勝政らと不仲であった上に病床に臥していたため、秀吉の調略に応じて降伏し、秀吉は長浜城を獲得した。
12月16日には美濃国に侵攻し、稲葉一鉄らの降伏や織田信雄軍の合流などもあってさらに兵力を増強した秀吉は、信孝の家老・斎藤利堯が守る加治木城を攻撃して降伏せしめた。こうして岐阜城に孤立してしまった信孝は、三法師を秀吉に引き渡し、生母の坂氏と娘を人質として差し出すことで和議を結んだ。
天正11年（1583年）1月、反秀吉派の一人であった滝川一益は、秀吉方の伊勢峰城を守る岡本良勝、関城や伊勢亀山城を守る関盛信らを破った。これに対して秀吉は2月10日に北伊勢に侵攻する。2月12日には一益の居城・桑名城を攻撃したが、桑名城の堅固さと一益の抵抗にあって、三里も後退を余儀なくされた。また、秀吉が編成した別働隊が長島城や中井城に向かったが、こちらも滝川勢の抵抗にあって敗退した。しかし伊勢亀山城は、蒲生氏郷や細川忠興・山内一豊らの攻撃で遂に力尽き、3月3日に降伏した。とはいえ、伊勢戦線では反秀吉方が寡兵であるにもかかわらず、優勢であった。
2月28日、勝家は前田利長を先手として出陣させ、3月9日には自らも3万の大軍の指揮を執り出陣した。これに対して秀吉は北伊勢を蒲生氏郷に任せて近江国に戻り、3月11日には柴田勢と対峙した。この対峙はしばらく続いたが、4月13日に秀吉に降伏していた柴田勝豊の家臣・山路正国が勝家方に寝返るという事件が起こった。さらに織田信孝が岐阜で再び挙兵して稲葉一鉄を攻めると、信孝の人質を処刑した。はじめは勝家方が優勢であった。
4月20日早朝、勝家の重臣・佐久間盛政は、秀吉が織田信孝を討伐するために美濃国に赴いた隙を突いて、奇襲を実行した。この奇襲は成功し、大岩山砦の中川清秀は敗死し、岩崎山砦の高山重友は敗走した。しかしその後、盛政は勝家の命令に逆らってこの砦で対陣を続けたため、4月21日に中国大返しと同様に迅速に引き返してきた秀吉の反撃にあい、さらに前田利家らの戦線離脱もあって柴田軍は大敗を喫し（賤ケ岳の戦い）、柴田勝家は越前に撤退した（美濃大返し）。
4月24日、勝家は正室・お市の方と共に自害した。秀吉はさらに加賀国、能登国、越中国も平定し、前田利家には元々の領地である能登国に加えて加賀国のうちの2郡を与え、佐々成政には越中国の支配をこれまで通り安堵した。5月2日（異説あり）には、織田信孝も自害に追い込み、やがて滝川一益も降伏した。
こうして織田家の実力者たちを葬ったことにより、秀吉は家臣第一の地位を確立。表面上は三法師を奉りつつ、実質的に織田家中を差配することになった。

### 徳川家康との対立と朝廷への接近

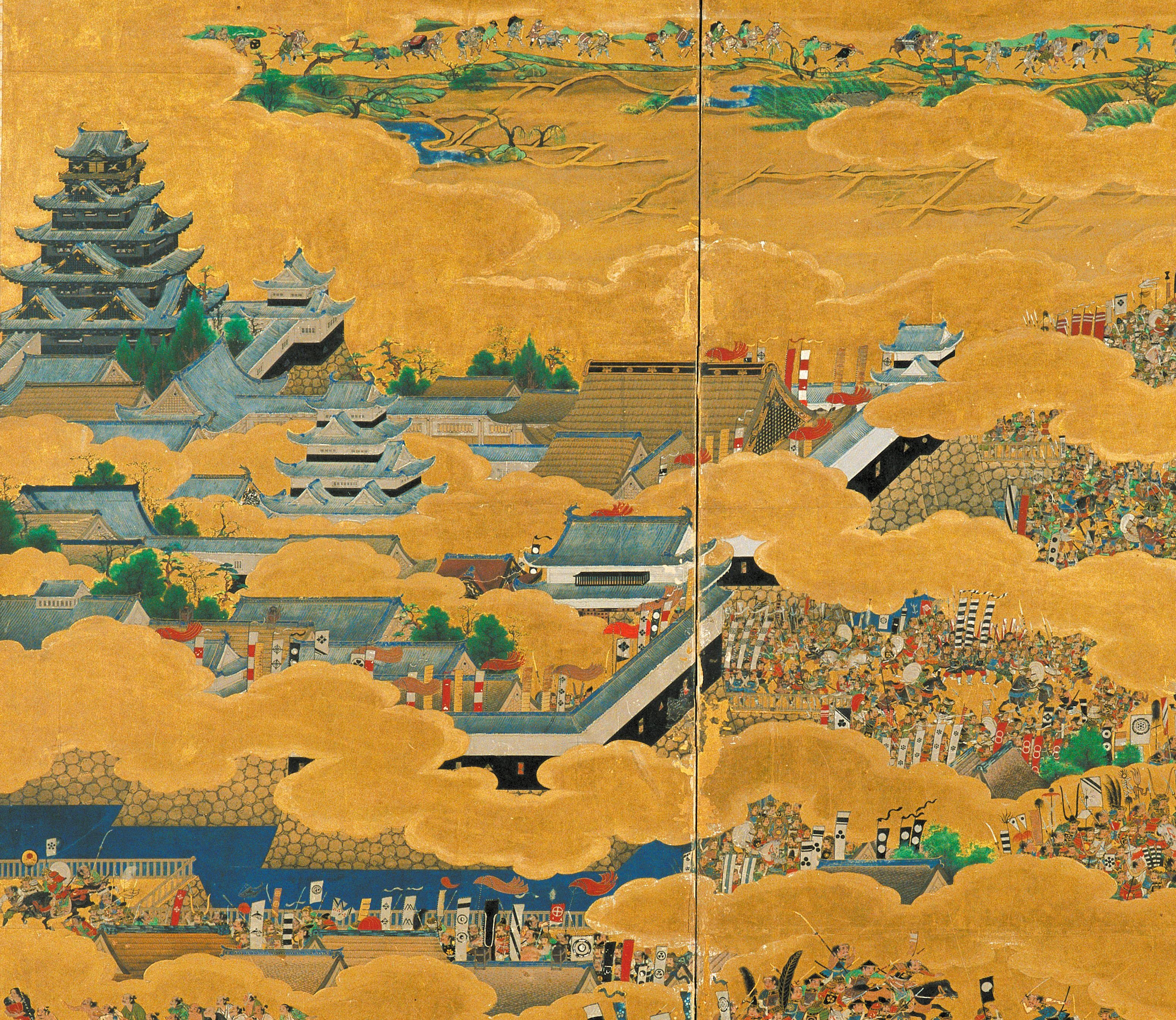
『大坂夏の陣図（黒田屏風）』に描かれた大坂城天守閣。

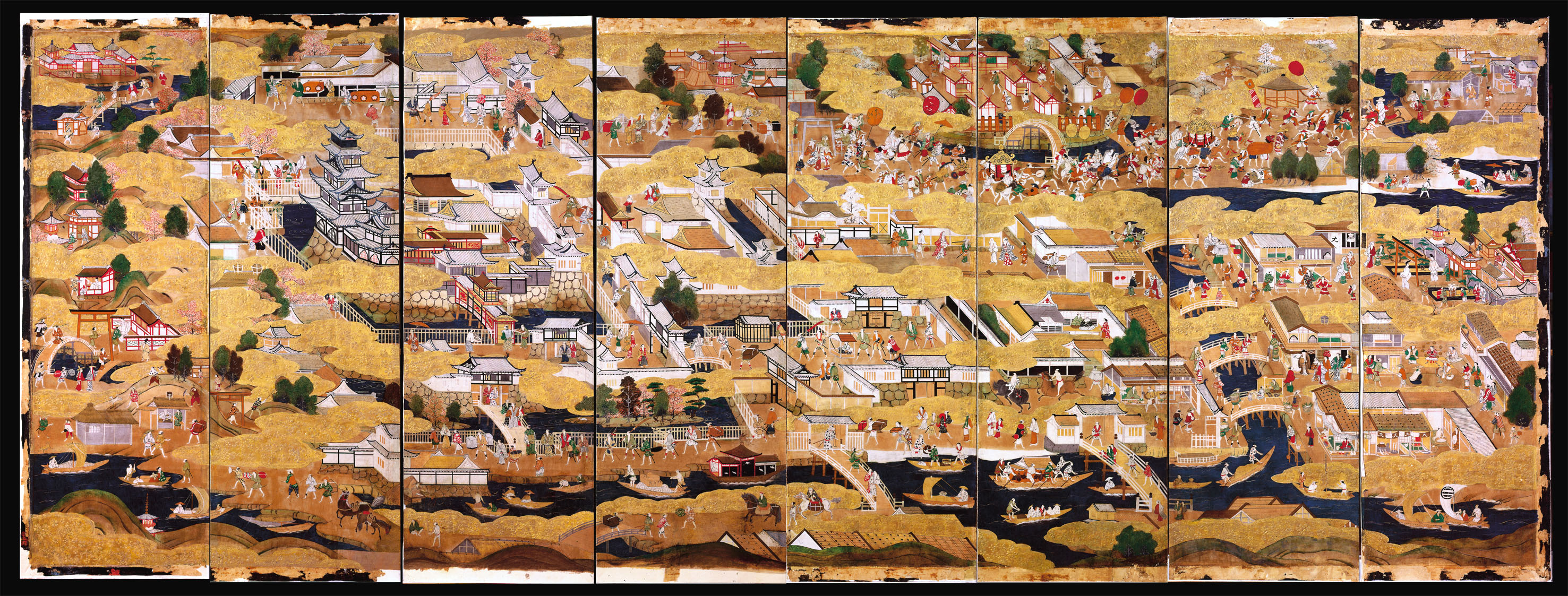
豊臣期大阪図屏風に描かれた大阪城と大阪城下。

天正11年（1583年）、大坂本願寺（石山本願寺）の跡地に黒田孝高を総奉行として大坂城を築く。大坂城を訪れた豊後国の大名・大友宗麟は、この城のあまりの豪華さに驚き、「三国無双の城である」と称えた。
6月には、北条氏と徳川氏との婚姻成立に危機感を抱いた関東の領主たちから書状が送られ、関東の無事を求められる。10月末に、徳川家康に関東の無事が遅れていることについて書状で糺した。
天正12年（1584年）、織田信雄は、秀吉から年賀の礼に来るように命令されたことを契機に秀吉に反発し、対立するようになる。そして3月6日、信雄は秀吉に内通したとして、秀吉との戦いを懸命に諫めていた重臣の浅井長時・岡田重孝・津川義冬らを謀殺し、秀吉に事実上の宣戦布告をした。このとき、信長の盟友で、天正壬午の乱を経て東国における一大勢力となった徳川家康が信雄に加担し、さらに家康に通じて長宗我部元親や紀伊雑賀党らも反秀吉として決起した。
これに対して秀吉は、調略をもって関盛信（万鉄）、九鬼嘉隆、織田信包ら伊勢の諸将を味方につけた。さらに去就を注目されていた美濃国の池田恒興（勝入斎）をも、尾張国と三河国を恩賞にして味方につけた。そして3月13日、恒興は尾張犬山城を守る信雄方の武将・中山雄忠を攻略した。また、伊勢国においても峰城を蒲生氏郷・堀秀政らが落とすなど、緒戦は秀吉方が優勢であった。
しかし家康・信雄連合軍もすぐに反撃に出て、羽黒に布陣していた森長可を破った（羽黒の戦い）。さらに小牧に堅陣を敷き、秀吉と対峙した。秀吉は雑賀党に備えてはじめは大坂から動かなかったが、3月21日に大坂から出陣し、3月27日には犬山城に入った。秀吉軍も堅固な陣地を構築し両軍は長期間対峙し合うこととなり戦線は膠着した（小牧の戦い）。このとき、羽柴軍10万、織田・徳川連合軍は3万であったとされる。
そのような中、森長可や池田恒興らが、秀吉の甥である羽柴信吉（豊臣秀次）を総大将に擁して4月6日、三河奇襲作戦を開始した。しかし作戦は失敗し、池田恒興・池田元助親子と森長可らは戦死した（長久手の戦い）。
こうして秀吉は兵力で圧倒的に優位であるにもかかわらず、相次ぐ戦況悪化で自ら攻略に乗り出すことを余儀なくされた。秀吉は加賀井重望が守る加賀野井城など、信雄の本領である美濃、北伊勢の諸城を次々と攻略してゆき、危機感を覚えた信雄は11月11日、秀吉と講和し、家康も次男を人質（秀吉側の認識、徳川家や本願寺の認識は養子）に出して和議を結んだ。こうして秀吉は、軍事的にも身分的にも織田信雄を超えることで、織田政権の一角から、豊臣政権の長へと君臨することになった。
この戦いの最中の10月15日、秀吉は従五位下・左近衛権少将に叙位任官された。秀吉が官位を得たのは筑前守就任（天正3年（1575年）7月3日）が最初とされているが、この左近衛権少将が初めての叙位任官とする説もある。
秀吉は官職でも、主家の織田家を順次凌駕することになり、信雄との和議後は自らは「羽柴」の苗字を使用しなくなった。また、この頃に弟の長秀と甥の信吉が相次いで「秀長」・「秀次」と改名しており、これも秀吉が半ば天下人の地位を手中に収めたことに伴う権威付けの一環であるとする見方がある。
なお、その後も家臣となった有力大名に対する「羽柴」の苗字下賜は続いており、例えば前田利家は天正14年（1586年）3月20日に左近衛権少将に任じられた時に秀吉から「羽柴」の苗字と「筑前守」の受領名を与えられており、秀吉のかつての名乗りであった「羽柴筑前守」が利家によって名乗られることになる。

### 関白任官と紀伊・四国・越中攻略
天正12年（1584年）11月21日、従三位・権大納言に叙任され、これにより公卿となった。 なお、前月に朝廷から将軍任官を勧められたが、これを断っている。
天正13年（1585年）3月10日、秀吉は正二位・内大臣に叙任された。そして3月21日には紀伊国に侵攻して雑賀党を各地で破っている（千石堀城の戦い）。最終的には藤堂高虎に命じて雑賀党の首領・鈴木重意を謀殺させることで紀伊国を平定した（紀州征伐）。
四国を統一した長宗我部元親に対しても、弟の羽柴秀長を総大将、黒田孝高を軍監として10万の大軍を四国に送り込んでその平定に臨んだ。毛利輝元や小早川隆景ら有力大名も動員したこの大規模な討伐軍には元親の抵抗も歯が立たず、7月25日に降伏。元親は土佐一国のみを安堵されて許された（四国攻め・四国平定）。
秀吉はこの四国討伐の最中、二条昭実と近衛信輔との間で朝廷を二分して紛糾していた関白職を巡る争い（関白相論）に介入し、近衛前久の猶子となり、7月11日には関白宣下を受けた。
関白辞令の宣旨
関白辞令の詔書
8月から前年の小牧・長久手の戦いを機に反旗を翻した越中国の佐々成政に対しても討伐を開始したが（富山の役）、ほとんど戦うことなくして成政は8月25日には剃髪して秀吉に降伏している。織田信雄の仲介もあったため、秀吉は成政を許して越中新川郡のみを安堵した。こうして紀伊・四国・越中は秀吉によって平定されたのである。また年末、天正地震が中部を襲った。
閏8月末には、家康が真田領に侵攻したが、10月に秀吉が仲介に入り和睦した。
同年秋、秀吉は金山宗洗を奥羽の諸領主間の和睦と調査のために派遣した。宗洗はその後、天正14年（1586年）末から15年春と天正15年（1587年）末から16年秋の3回にわたって奥羽入りし奥羽諸領主との折衝に当たった。

この年に家臣の脇坂安治宛の書状で、追放した者を匿うことのないよう警告として「追放した者を少々隠しても信長の時代のように許されると思い込んでいると厳しく処罰する」としている。
天正14年（1586年）9月9日、秀吉は正親町天皇から豊臣の姓を賜り、12月25日には太政大臣に就任し、ここに豊臣政権を確立させた。
豊臣秀吉の読みは源頼朝・平清盛らとおなじく（とよとみのひでよし）が正しいと思われる。称号（家名）は変更された形跡が無いため羽柴（もしくは近衛）のままであった。
また、富山の役に際して家康に追加の人質を要求したが、徳川家は養子しとした秀康らが人質と喧伝されていることに反発してこれを拒否、これに対して秀吉は天正14年初めの家康征伐を計画したが、天正地震によりこの計画は頓挫する。このため融和策に転じて、同年5月に妹・朝日姫を家康の正室として嫁がせ、さらに9月には母・大政所を人質として家康のもとに送り、配下としての上洛を家康に促した。家康もこれに従い、上洛して秀吉への臣従を誓った。だが、結果的には秀吉は家康を軍事的に服属させることには失敗して不完全な主従関係に止まり、家康と北条氏の婚姻同盟関係は継続した。家康は北条氏と秀吉の間では依然として中立の立場を保持する一方、秀吉は徳川氏の軍事的協力と徳川領の軍勢通過の許可が無い限りは北条氏への軍事攻撃は不可能になった。そのため、秀吉は東国に対しては家康を介した「惣無事」政策に依拠せざるを得ず、西国平定を優先する政策を採ることになった。

### 九州平定とバテレン追放令
そのころ、九州では大友氏・龍造寺氏を下した島津義久が勢力を伸ばしており、島津氏に圧迫された大友宗麟が大坂まで来て、秀吉に助けを求めた。秀吉は、島津義久と大友宗麟に朝廷権威を以て停戦命令を発したが、九州制圧を目前にしていた島津氏はこれを無視したので、秀吉は島津を討伐することを決めた。
天正14年（1587年）12月、まず大友義統への増援として、仙石秀久を軍監とした長宗我部元親・長宗我部信親・十河存保らの四国勢が派遣され、豊後戸次川（現在の大野川）において島津家久と交戦したが、仙石秀久の失策により、長宗我部信親や十河存保が討ち取られるなどして敗戦を喫した（戸次川の戦い）。
天正15年（1587年）、大友氏滅亡寸前のところで豊臣秀長の軍勢が豊前小倉においた先着していた毛利輝元、宮部継潤、宇喜多秀家らの軍勢と合流し豊臣軍の総勢10万が九州に到着。
同年 4月17日に日向国根城坂で行なわれた豊臣秀長軍と島津義久軍による合戦（根白坂の戦い）においては、砦の守将 宮部継潤らを中心にした1万の軍勢が空堀や板塀などを用いて砦を守備。
九州平定後、住民の強制的なキリスト教への改宗や神社仏閣の破壊といった神道・仏教への迫害、さらにポルトガル人が日本人を奴隷として売買するなどといったことが九州において行われていたとの讒言を天台宗の元僧侶である施薬院全宗から受けたとされ、秀吉はイエズス会準管区長でもあったガスパール・コエリョを呼び出し、
- なぜ信仰を強制するのか
- なぜ牛馬を食するのか
- なぜ日本人を奴隷にして売買するか

の三カ条について詰問し、さらに、「何が理由でキリシタンたちは神仏の寺院を破壊し、その仏像を焼き、その他これに類する冒濱を行うのか」という詰問を行った後、バテレン追放令を発布した。歴史学者の神田千里は、秀吉の詰問に対するガスパール・コエリョの返答は、第一条の信仰強制と第三条の人身売買に関して、イエズス会が日本の寺社を破壊すべくキリシタンを教唆したり、イエズス会が奴隷売買に関わっていたような事実を、故意に隠蔽したと主張した 。
秀吉はバテレン追放令で人身売買を禁じたとされるが、実際に発布された追放令には人身売買を禁止する文が前日の覚書から削除されており、追放令発布の理由についても諸説ある。追放令を命じた当の秀吉は勅令を無視し、イエズス会宣教師を通訳やポルトガル商人との貿易の仲介役として重用していた。数年後にガスパール・コエリョと対象的に秀吉の信任を得られたアレッサンドロ・ヴァリニャーノは2度目の来日を許されたが、秀吉が自らの追放令に反してロザリオとポルトガル服を着用し、聚楽第の黄金のホールでぶらついていたと記述している。1591年、インド総督の大使としてヴァリニャーノに提出された書簡（西笑承兌が秀吉のために起草）によると、三教（神道、儒教、仏教）に見られる東アジアの普遍性をヨーロッパの概念の特殊性と比較しながらキリスト教の教義を断罪した。秀吉はポルトガルとの貿易関係を中断させることを恐れて勅令を施行せず、1590年代にはキリスト教を復権させるようになった。勅令のとおり宣教師を強制的に追放することができず、長崎ではイエズス会の力が継続し、豊臣秀吉は時折、宣教師を支援した。
同年10月1日には京都にある北野天満宮の境内と松原において千利休・津田宗及・今井宗久らを茶頭として大規模な茶会を開催した（北野大茶湯）。茶会は一般庶民にも参加を呼びかけた結果、当日は京都だけではなく各地からも大勢の人が参加し、会場では秀吉も参加して野点が行われた。また、黄金の茶室も披露されている。
12月、秀吉は伊達氏、最上氏、後北条氏など関東と奥羽の諸大名に惣無事令を発令した。
天正14年（1586年）『フロイス日本史』は島津氏の豊後侵攻の乱妨取りで拉致された領民の一部が肥後に売られていた惨状を記録している。『上井覚兼日記』天正14年7月12日条によると「路次すがら、疵を負った人に会った。そのほか濫妨人などが女・子供を数十人引き連れ帰ってくるので、道も混雑していた。」と同様の記録を残している。天正16年（1588年）8月、秀吉は人身売買の無効を宣言する朱印状で
と、天正16年（1588年）閏5月15日に肥後に配置されたばかりの加藤清正と小西行長に奴隷を買ったものに補償をせず「買い損」とするよう通知している。同天正16年（1588年）同様の命令があったことが島津家文書の記録として残っている。

### 政権の樹立・朝臣として聚楽第を構える

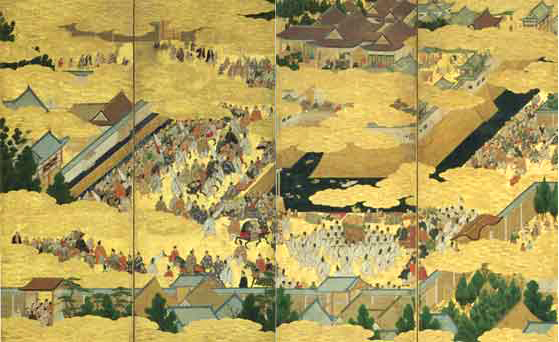
『後陽成天皇聚楽第行幸図』

天正15年（1587年）、平安京大内裏跡（内野）に朝臣としての豊臣氏の本邸を構え「聚楽」と名付ける（フロイス『日本史』、 『時慶記』）。この屋敷が「聚楽第（じゅらくてい・じゅらくだい）」である。
天正16年（1588年）4月14日、秀吉は聚楽第に後陽成天皇を迎え華々しく饗応し、徳川家康や織田信雄ら有力大名に自身への忠誠を誓わせた（聚楽第行幸）。また、同年7月には毛利輝元が上洛し、完全に臣従した。さらに、刀狩令や海賊停止令を発布、全国的に施行した。
イエズス会の宣教師たちは、この天正16年の段階で「この暴君はいとも強大化し、全日本の比類ない絶対君主となった。」「この五百年もの間に日本の天下をとった諸侯がさまざま出たが、誰一人この完璧な支配に至った者はいなかったし、この暴君がかち得たほどの権力を握った者もいなかった。」と『イエズス会日本報告集』に記しており、秀吉は天正16年段階ですでに日本国の完璧な支配を達成していたとする。
後代の歴史家も同様の認識を示しており、池享は前年に九州を平定し、後陽成天皇の聚楽第行幸を成功させた天正16年に秀吉は「事実上の国王」になったとしている。
また堀越祐一はそれまで秀吉直臣系や旧織田系の大名のみに与えられていた羽柴氏・豊臣姓の付与が天正16年ごろから毛利氏、大友氏、島津氏、龍造寺氏ら秀吉に臣従した大名たちにも与えられるようになることを重要視し、この時期に豊臣政権は成立したとしている。奥羽仕置後に伊達氏。最上氏、宇都宮氏にも氏姓が与えられることになるが、これらはすでに確立していたシステムを東国に適用したに過ぎないとしている。高橋富雄も同様に天下国家としての日本政治は小田原征伐以前に既に出来上がっており、小田原征伐はその既成のシステムの延長・拡大であるとしている。

### 小田原征伐から奥羽仕置
天正17年（1589年）、側室の淀殿との間に鶴松が産まれ、後継者に指名する。同年、後北条氏の家臣・猪俣邦憲が真田昌幸家臣・鈴木重則が守る上野名胡桃城を奪取したことをきっかけとして、秀吉は天正18年（1590年）に20万の大軍で関東へ遠征、後北条氏の本拠小田原城を包囲した。
後北条氏の支城は豊臣軍に次々と攻略され、本城である小田原城も3か月の篭城戦の後に開城された。秀吉は黒田孝高と織田信雄の家臣である滝川雄利を使者として遣わし、北条氏政・北条氏直父子は降伏した。北条氏政・北条氏照は切腹し、氏直は紀伊の高野山に追放となった。
秀吉が東国へ出陣すると最上義光、伊達政宗ら奥羽の大名も小田原に参陣し、奥羽両国の平定も大きく前進した。小田原開城後の7月26日、秀吉は下野宇都宮城に入り、奥羽の領主に対する仕置を行った。葛西氏・大崎氏など小田原に参陣しなかった領主は改易とされ、総無事令を無視して蘆名氏などを攻めた伊達政宗には減封の処分が下され、最上義光ら小田原に参陣した領主は所領を安堵された。政宗から召し上げた所領の内、旧蘆名領は蒲生氏郷に（蘆名義広は佐竹氏与力とされた）、葛西・大崎領は木村吉清に与えられた。
天正17年（1589年）5月、豊臣秀吉は日本初の遊郭とされることもある傾城屋（女郎屋、遊女屋）を集積した京都・柳原遊廓を開いた。

### 奥羽再仕置
天正18年（1590年）、陸奥の葛西・大崎、和賀・稗貫、出羽の仙北・由利・庄内の国衆たちは豊臣政権の仕置に反発して一揆を起こした。このうち出羽の一揆は同年中に鎮圧され、津軽氏ら出羽の大小名らは上洛し、秀吉から領地安堵の下知を受けた。しかし陸奥の葛西大崎一揆は翌天正19年（1591年）になっても続き、更に南部信直との関係が悪化した九戸政実も武装蜂起し騒乱が収まることはなかった。
そのため豊臣秀吉は天正19年（1591年）6月、豊臣秀次を総大将とする総勢6万の大軍を奥羽に派遣し鎮圧に当たらせた。この再仕置軍は秀次を筆頭に徳川家康、蒲生氏郷、佐竹義重、上杉景勝、伊達政宗、宇都宮国綱らを主力とし、蠣崎氏も蝦夷から参陣した。蠣崎氏と蒲生氏の軍勢のなかには毒矢を射るアイヌ兵も含まれていた。奥羽に到着した再仕置軍は9月1日九戸攻撃を開始し4日には平定を完了させた。
天正18年（1590年）4月、豊臣秀吉は上杉景勝らの人身売買を禁止、同年8月、宇都宮国綱に人身売買の禁止と百姓などを土地に縛りつけ、他領に出ている者を返すことを命じ、労働供給の安定を図っており、人身売買や百姓の逃散、欠落の禁止による人口流出の防止が豊臣秀吉の経済財政政策における基本方針だったとする説がある。

### 天下統一
全国を平定し天下を統一することで秀吉は戦国の世を終わらせた。しかし秀吉は自ら「人を切ぬき申候事きらい申候」と語るように非殲滅主義を貫き、寛容ともいえる態度で毛利氏・長宗我部氏・島津氏といった多くの大名を助命し、これにより短期間で天下一統を成し遂げることができた。しかし、これについて藤田恒春は「当該期の武者であれば武をもって相手を倒す選択肢しかなく、結果的に豊臣政権のアキレス腱となった」と批判している。徳川氏は石高250万石を有し、秀吉自身の蔵入地222万石より多い石高を有するほどであった。
天正19年（1591年）、弟の豊臣秀長、後継者に指名していた鶴松が、相次いで病死した。そのため、甥・秀次を家督相続の養子として関白職を譲り、太閤（前関白の尊称）と呼ばれるようになる。ただし、秀吉は全権を譲らず、実権を握り二元政を敷いた。この年、重用してきた茶人・千利休に切腹を命じている。その首は一条戻橋に晒された。この事件の発端には諸説がある。
この年、京都の四周を取り囲む御土居を構築した。これは京都の防衛のためだったとも、あるいは戦乱のために定かでなくなっていた洛中と洛外の境を明らかにするためだったともされる。

### 文禄の役
天正19年（1591年）8月、秀吉は来春に「唐入り」を決行することを全国に布告し、まず肥前国に出兵拠点となる名護屋城を築き始める。文禄元年（1592年）3月、明の征服と朝鮮の服属を目指して宇喜多秀家を元帥とする16万の軍勢を朝鮮に出兵した。初期は日本軍が朝鮮軍を撃破し、漢城、平壌などを占領するなど圧倒したが、明の援軍が到着したことによって戦況は膠着状態となり、文禄2年（1593年）、明との間に講和交渉が開始された。
文禄・慶長の役では、臼杵城主の太田一吉に仕え従軍した医僧、慶念が『朝鮮日々記』に
と記録を残している。渡邊大門によると、最初、乱取りを禁止していた秀吉も方向転換し、捉えた朝鮮人を進上するように命令を発していると主張している。多聞院日記によると、乱妨取りで拉致された朝鮮人の女性・子供は略奪品と一緒に、対馬、壱岐を経て、名護屋に送られた。薩摩の武将・大島忠泰の角右衛門という部下は朝鮮人奴隷を国許に「お土産」として送ったと書状に書いている。
天下統一を成し遂げ、文禄の役が一段落した秀吉は、文禄3年（1594年）春に桜の名所・吉野山で「豊公の吉野の花見」を催した。徳川家康・伊達政宗など名将に仮装させて、その他5,000人が参加する盛大な会で、後の「醍醐の花見」に比べて庶民も参加する多彩な花見だったといわれる。

### 秀次切腹事件
文禄2年（1593年）8月3日に側室の淀殿が秀頼（拾）を産んだ。秀吉は新築されたばかりの伏見城に母子を伴って移り住んだ。当初、秀吉は聚楽第に秀次を、大坂城に秀頼を置き、自分は伏見にあって仲を取り持つつもりであった。山科言経の『言経卿記』によると、9月4日、秀吉は日本を5つに分け、その内4つを秀次に、残り1つを秀頼に譲ると言ったそうである。
また駒井重勝の『駒井日記』（10月1日）の記述によると、将来は前田利家夫妻を仲人として秀次の娘と秀頼を結婚させて舅婿の関係とすることで両人に天下を受け継がせるのが、秀吉の考えであると木下吉隆が言ったという。ところが、秀頼誕生に焦った秀次は「関白の座を逐われるのではないか」との不安感で耗弱し、次第に情緒不安定となった。
文禄4年（1595年）6月、秀次に謀反の疑いが持ち上がった。7月3日、聚楽第の秀次のもとへ石田三成・前田玄以・増田長盛・宮部継潤・富田一白の5人が訪れ、謀反の疑いにより五箇条の詰問状を示して清洲城に蟄居することを促したが、秀次は出頭せず誓紙により逆心無きことを誓った。8日、再び使者が訪れ伏見に出頭するよう促され、秀次は伏見城へ赴くが、引見は許されず木下吉隆邸に留め置かれ、その夜に上使により剃髪を命じられて、高野山青巌寺に流罪・蟄居の身となった。15日、秀次の許へ上使の福島正則・池田秀雄・福原長堯が訪れ、賜死の命令が下ったことを伝えた。同日、秀次は切腹し、小姓や家臣らが殉死した。8月2日、三条河原において秀次の首は晒され、秀次の首が据えられた塚の前で、秀次の遺児（4男1女）および側室・侍女らおよそ29名が処刑された。
従来、これは秀頼の誕生により秀次を疎ましく思った秀吉が、秀次が関白職を明け渡すことに応じなかったため、これを除いたという説明がなされてきた。しかし秀吉と秀次の確執については、三鬼清一郎が唱えた統治権の対立など様々な説があり、謀反の嫌疑が事実であったのかどうかも含めて切腹の真相を記した文書が存在しないために未だに定かではない部分がある。史学者・渡辺世祐は謀反は秀次を陥れる口実であったとしている。近年の研究では、矢部健太郎が秀次は無罪であったが、身の潔白を訴えて自害したことで却って秀吉の怒りを買ったとする説を唱え、遠藤珠紀は秀次が高野山に送られた後に妻である一の台（菊亭晴季の娘）が聚楽第を退去した際に金銭を菊亭邸に運び入れて書状を焼却していた事実が秀次の死後に発覚したことを指摘し、秀次の謀反が事実であろうがなかろうが一の台の行動が謀反の事実を認定するのに十分であったとする説を唱えている。
また、天皇の代わりに政治を行う関白の職にありながら、「殺生関白」と呼ばれるなど、秀次の素行に問題があったとする説は当時から存在した。太田牛一の『太閤様軍記の内』や『天正記』に見られる秀次の辻斬り乱行、ジャン・クラッセの『日本西教史』に見られる「自ら罪人の首を撥ね、これを娯楽にした」や妊婦の腹を裂いて中の子を見て楽しんだ等の悪行や同様の『モンタヌス日本誌』といった複数の記述が残っている。渡辺世祐は、秀吉の愛情が秀頼に移った上に、秀次は暴戻（ぼうれい）にして関白としてあるまじき行動が多かったがゆえに身を滅ぼしたとしている。小和田哲男は、秀次の暴虐を強調することは秀吉の一族誅殺を正当化するという側面もあり、多くのエピソードは創作か誇張であるとして殺生関白の史実性を否定し、宮本義己も疑問視したうえで、宮本は秀次失脚の原因として、後陽成天皇の病の際に、その主治医をしていた曲直瀬玄朔を自宅によびよせた一件が、関白の地位の乱用を問われる越権行為と判断され失脚、切腹につながったのではないかと指摘している。谷口克広は秀次の非行そのものは否定しないながらも、天道思想による因果応報の考えによってそれが針小棒大に語られている可能性を指摘し、『太閤記』で罪状のように扱われていることには懐疑的である。

### 慶長伏見地震の発生

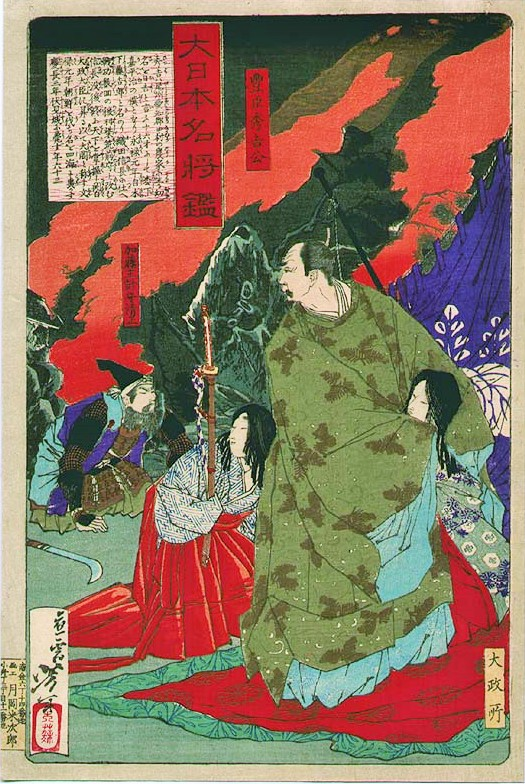
慶長伏見地震で被災した秀吉のもとに、加藤清正がいち早く駆けつけたとするエピソードを描いた浮世絵(月岡芳年筆)。ただし地震発生時に清正は京都や伏見におらず、後世の作り話とされる。

文禄5年閏7月13日（1596年9月5日）に慶長伏見地震が発生し、京都・伏見全域に大きな被害をもたらした。この地震で秀吉の造立した方広寺大仏（京の大仏）が損壊した。この大仏は松永久秀の焼き討ちにより焼損した東大寺大仏に代わる大仏として、天正14年（1586年）に秀吉により発願され、文禄4年（1595年）に方広寺大仏および大仏殿は完成をみた。大仏は開眼供養を待つのみとなっていたが、慶長伏見地震であっけなく損壊してしまった。真偽不明ではあるが、秀吉は大仏が損壊したことに大変憤り、大仏の眉間に矢を放ったとするエピソードがよく知られている（後述#宗教政策も参照）。同地震では伏見城も被害を受け、権力の象徴とするはずであった両建造物の損壊は、豊臣氏にとって痛手となった。なお同地震で方広寺大仏殿も倒壊したと紹介されることもあるが、それは誤りで、大仏殿の被害は軽微なものに留まり損壊を免れた。

### サン＝フェリペ号事件と二十六聖人処刑
文禄5年（1596年）10月に土佐国にスペイン船が漂着し、サン＝フェリペ号事件が起きる。奉行・増田長盛らは船員たちに「スペイン人たちは海賊であり、ペルー、メキシコ（ノビスパニア）、フィリピンを武力制圧したように日本でもそれを行うため、測量に来たに違いない。このことは都にいる三名のポルトガル人ほか数名に聞いた」という秀吉の書状を告げた。同年12月8日に秀吉は再び禁教令を公布した。
翌慶長2年（1597年）、秀吉は朝鮮半島への再出兵と同時期に、イエズス会の後に来日したフランシスコ会（アルカンタラ派）の活発な宣教活動が禁教令に対して挑発的であると考え、京都奉行の石田三成に命じて、京都と大坂に住むフランシスコ会員とキリスト教徒全員を捕縛し処刑を命じた。三成はパウロ三木を含むイエズス会関係者を除外しようとしたが、果たせなかった。2月5日、日本人20名、スペイン人4名、メキシコ人、ポルトガル人各1名の26人が処刑された。

### 慶長の役
文禄5年（1596年）、明との間の講和交渉が決裂し、秀吉は作戦目標を「全羅道を悉く成敗し、忠清道・京畿道にもなるべく侵攻すること、その達成後は拠点となる城郭を建設し在番の城主を定め、その他の諸将は帰国させる」として再出兵の号令を発した。
慶長2年（1597年）、小早川秀秋を元帥として14万人の軍を朝鮮へ再度出兵する。漆川梁海戦で朝鮮水軍を壊滅させると進撃を開始し、2か月で慶尚道・全羅道・忠清道を制圧。京畿道に進出後、日本軍は作戦目標通り南岸に撤収し文禄の役の際に築かれた既存の城郭の外縁部に新たに城塞（倭城）を築いて城郭群を補強した。このうち蔚山城は完成前に明・朝鮮軍の攻撃を受けたが、日本軍が明・朝鮮軍を大破する（第一次蔚山城の戦い）。城郭群が完成し防衛体制を整えると、6万4千余の将兵を在番として拠点となる城郭群に残し防備を固めさせる一方、7万余の将兵を本土に帰還させ慶長の役の作戦目標は完了した。その後、第二次蔚山城の戦い、泗川の戦い、順天城の戦いにおいても日本軍が防衛に成功した。
秀吉は慶長4年（1599年）にも再出兵による大規模な攻勢を計画しており、それに向けて倭城に兵糧や玉薬などを諸将に備蓄するように命じていたが、計画実施前に秀吉が死去したため実施されることはなかった。秀吉の死後、五大老により、朝鮮半島在番の日本軍に帰国命令が発令された。

### 最期

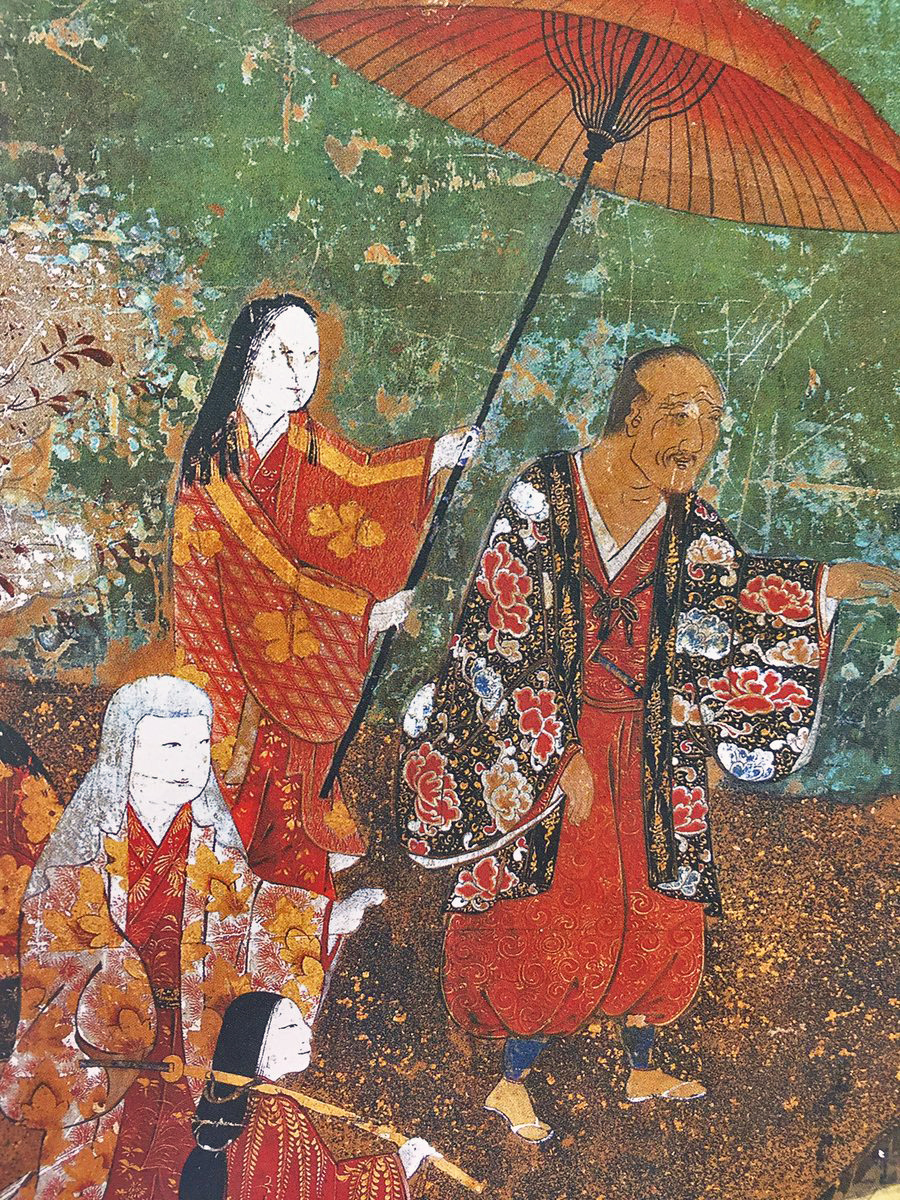
『醍醐花見図屏風』（重要文化財、国立歴史民俗博物館蔵）に描かれた豊臣秀吉と北政所。

秀吉は秀次の邸宅となっていた京の聚楽第を謀反人の邸宅として徹底的に破却したが、慶長2年（1597年）に豊臣氏の新たな京（洛中）の屋敷として京都新城の造立を命じた。京都新城は御所近くに設けられ、秀吉は完成した新城を参内の折に数度訪れたが、いずれも滞在は短期で、京都新城に秀吉が移住することはなかった。幼少の秀頼が住んだとの説もあるが、これも「移徙」とあるだけで、実際に住んだことは確認できない（翌年8月18日に秀吉が伏見城で亡くなると、家督を継いだ秀頼は京都新城には住まず、秀吉の遺命により大坂城に移った）。
慶長3年（1598年）3月15日、醍醐寺諸堂の再建を命じ、庭園を造営。各地から700本の桜を集めて境内に植えさせて秀頼や奥方たちと一日だけの花見を楽しんだ（醍醐の花見）。5月から秀吉は病に伏せるようになり日を追う毎にその病状は悪化していった。5月15日には『太閤様被成御煩候内に被為仰置候覚』という名で、徳川家康・前田利家・前田利長・宇喜多秀家・上杉景勝・毛利輝元ら五大老およびその嫡男らと五奉行のうちの前田玄以・長束正家に宛てた十一箇条からなる遺言書を出し、これを受けた彼らは起請文を書きそれに血判を付けて返答した。秀吉は他に、自身を八幡神として神格化することや、遺体を焼かずに埋葬することなどを遺言した。
自分の死が近いことを悟った秀吉は7月4日に居城である伏見城に徳川家康ら諸大名を呼び寄せて、家康に対して秀頼の後見人になるようにと依頼した。8月5日、秀吉は五大老宛てに二度目の遺言書を記す。8月18日、秀吉はその生涯を終えた。享年62。死因については諸説あり定かではない（後述#死因も参照）。なお同時代人には「秀吉公は、善光寺如来を方広寺大仏殿へ遷座したことによる祟りで落命された」と認識されていた。秀吉の造立した方広寺大仏（京の大仏）は慶長伏見地震で損壊してしまったので、秀吉は夢のお告げと称して、由緒ある信濃善光寺如来を、大仏に代わる新たな方広寺の本尊として迎え、損壊した大仏を取り壊しの上で大仏殿に安置した。しかし善光寺如来の遷座から程なく秀吉は病に臥せるようになったので、善光寺如来の祟りだと噂されていた。秀吉の死の前日に善光寺如来を信濃善光寺へ返還すべく、如来が京都を出発したが、その甲斐なく秀吉は死去した（後述#宗教政策も参照）。臨終間際には度々息を吹き返し、譫言を話していたと伝えられている。
秀吉の死はしばらくの間は秘密とされることとなったが、情報は早くから民衆の間に広まっていたと推察され、後に豊国社の社僧となる神龍院梵舜は『梵舜日記』8月18日条で秀吉の死を記している。秀吉の遺骸はしばらく伏見城中に置かれることになった。9月7日には高野山の木食応其によって方広寺東方の阿弥陀ヶ峰麓に寺の鎮守と称して、八幡大菩薩堂と呼ばれる社が建築され始めた（『義演准后日記』慶長3年9月7日条）。慶長4年（1599年）4月13日には伏見城から遺骸が運ばれ阿弥陀ヶ峰山頂に埋葬された（『義演准后日記』『戸田左門覚書』）。
4月18日に遷宮の儀が行われ、その際に「豊国神社」と改称された。これに先立つ4月16日、朝廷から「豊国大明神（ほうこくだいみょうじん）」の神号が与えられた（『義演准后日記』）。これは日本の古名である「豊葦原瑞穂国」を由来とするが、豊臣の姓をも意識したものとの見方がある。4月19日には正一位の神階が与えられた。神として祀られたために葬儀は行われなかった。
豊臣家の家督は秀頼が継ぎ、五大老や五奉行がこれを補佐する体制が合意されている。また、五大老や五奉行によって朝鮮からの撤兵が決定された。当時、日本軍は、攻撃してきた明・朝鮮軍に第二次蔚山城の戦い、泗川の戦い、順天城の戦いなどで勝利していたが、撤退命令が伝えられると明軍と和議を結び、全軍朝鮮から撤退した。秀吉の死は秘密にされたままであったが、その死は徐々に世間の知るところとなった。朝鮮半島での戦闘は、朝鮮の国土と軍民に大きな被害をもたらした。日本でも、征服軍の中心であった西国大名達が消耗し、秀吉没後の豊臣政権内部の対立の激化を招くことになる。
辞世の句は、「露と落ち 露と消えにし 我が身かな 浪速のことも 夢のまた夢」。

## 年表
| 和暦         | 西暦               | 月日                     | 数え年 | 内容                                                                             |
| ------------ | ------------------ | ------------------------ | ------ | -------------------------------------------------------------------------------- |
| 天文6年      | 1537年             | 2月6日（1月1日説もあり） | 1歳    | 誕生（天文5年説もあり）                                                          |
| 天文23年ごろ | 1554年-1555年ごろ  |                          | 18歳   | 織田信長に仕官                                                                   |
| 永禄4年      | 1561年             | 8月                      | 25歳   | 浅野長勝の養女（高台院、ねね）と結婚。                                           |
| 永禄11年     | 1568年             | 9月12日                  | 32歳   | 観音寺城の戦い                                                                   |
| 元亀元年     | 1570年             | 4月                      | 34歳   | 金ヶ崎の戦い                                                                     |
| 元亀3年      | 1572年             | 8月ごろ                  | 36歳   | 羽柴改姓                                                                         |
| 天正元年     | 1573年             | 8月8日-9月1日            | 37歳   | 小谷城の戦い                                                                     |
| 天正3年      | 1575年             | 7月3日                   | 39歳   | 筑前守                                                                           |
| 天正5年      | 1577年             | 9月23日                  | 41歳   | 手取川の戦い                                                                     |
| 天正5年      | 1577年             | 10月5日-10日             | 41歳   | 信貴山城の戦い                                                                   |
| 天正6年      | 1578年             | 3月29日                  | 42歳   | 三木合戦開始（ - 天正8年1月17日）                                                |
| 天正6年      | 1578年             | 4月18日-7月3日           | 42歳   | 上月城の戦い                                                                     |
| 天正10年     | 1582年             | 4月-6月4日               | 46歳   | 備中高松城の戦い                                                                 |
| 天正10年     | 1582年             | 6月2日                   | 46歳   | 本能寺の変が起こる                                                               |
| 天正10年     | 1582年             | 6月13日                  | 46歳   | 山崎の戦い                                                                       |
| 天正10年     | 1582年             | 6月27日                  | 46歳   | 清洲会議                                                                         |
| 天正11年     | 1583年             | 4月                      | 47歳   | 賤ヶ岳の戦い                                                                     |
| 天正11年     | 1583年             | 11月                     | 47歳   | 本拠を大坂城に移転。                                                             |
| 天正12年     | 1584年             | 3月-11月                 | 48歳   | 小牧・長久手の戦い                                                               |
| 天正12年     | 1584年             | 10月3日                  | 48歳   | 従五位下・左近衛権少将                                                           |
| 天正12年     | 1584年             | 11月21日                 | 48歳   | 従三位・権大納言                                                                 |
| 天正13年     | 1585年             | 3月-4月                  | 49歳   | 紀州征伐                                                                         |
| 天正13年     | 1585年             | 3月10日                  | 49歳   | 正二位、内大臣宣下                                                               |
| 天正13年     | 1585年             | 6月-8月                  | 49歳   | 四国攻め                                                                         |
| 天正13年     | 1585年             | 7月                      | 49歳   | 近衛前久の猶子となる、藤原改姓                                                   |
| 天正13年     | 1585年             | 7月11日                  | 49歳   | 従一位・関白宣下、内大臣如元                                                     |
| 天正13年     | 1585年             | 8月                      | 49歳   | 富山の役                                                                         |
| 天正13年     | 1585年             | 10月                     | 49歳   | 惣無事令実施（九州地方）                                                         |
| 天正14年     | 1586年             | 7月                      | 50歳   | 九州征伐開始（ - 天正15年4月）                                                   |
| 天正14年     | 1586年             | 9月9日                   | 50歳   | 賜豊臣氏                                                                         |
| 天正14年     | 1587年             | 12月19日                 | 50歳   | 内大臣辞職                                                                       |
| 天正14年     | 1587年             | 12月25日                 | 50歳   | 太政大臣兼帯                                                                     |
| 天正15年     | 1587年             | 5月9日                   | 51歳   | 書状「かうらい国へ御人」                                                         |
| 天正15年     | 1587年             | 6月1日                   | 51歳   | 書状「我朝之覚候間高麗国王可参内候旨被仰遣候」                                   |
| 天正15年     | 1587年             | 6月19日                  | 51歳   | バテレン追放令発布                                                               |
| 天正15年     | 1587年             | 9月                      | 51歳   | 聚楽第へ転居                                                                     |
| 天正15年     | 1587年             | 10月                     | 51歳   | 北野大茶湯                                                                       |
| 天正15年     | 1587年または1588年 | 12月                     | 51歳   | 惣無事令実施（関東・奥羽地方）                                                   |
| 天正16年     | 1588年             | 7月8日                   | 52歳   | 刀狩令発布。ほぼ同時に海賊停止令も発布。                                         |
| 天正16年     | 1588年             | 8月12日                  | 52歳   | 島津氏を介し琉球へ服属入貢要求                                                   |
| 天正16年     | 1588年             | 聚楽第行幸               | 52歳   |                                                                                  |
| 天正17年     | 1589年             | 5月27日                  | 53歳   | 鶴松が誕生。鶴松を後継者に指名。                                                 |
| 天正18年     | 1590年             | 2月-7月                  | 54歳   | 小田原征伐                                                                       |
| 天正18年     | 1590年             | 2月28日                  | 54歳   | 琉球へ唐・南蛮も服属予定として入朝要求                                           |
| 天正18年     | 1590年             | 7月                      | 54歳   | 奥州仕置                                                                         |
| 天正18年     | 1590年             | 11月                     | 54歳   | 朝鮮へ征明を告げ入朝要求                                                         |
| 天正19年     | 1591年             |                          | 55歳   | 身分統制令制定。御土居構築と京の街区の再編成着手                                 |
| 天正19年     | 1591年             | 2月28日                  | 55歳   | 千利休に切腹を命ず                                                               |
| 天正19年     | 1591年             | 3月3日                   | 55歳   | 天正遣欧少年使節が聚楽第において秀吉に西洋音楽（ジョスカン・デ・プレの曲）を演奏 |
| 天正19年     | 1591年             | 7月25日                  | 55歳   | ポルトガル領インド副王に宛ててイスパニア王の来日を要求                           |
| 天正19年     | 1591年             | 9月15日                  | 55歳   | スペイン領フィリピン諸島（小琉球）に服属要求                                     |
| 天正19年     | 1591年             | 10月14日                 | 55歳   | 島津氏を介し琉球へ唐入への軍役要求                                               |
| 天正19年     | 1592年             | 12月                     | 55歳   | 関白辞職し、秀次に譲る。太政大臣如元                                             |
| 文禄元年     | 1592年             | 4月12日                  | 56歳   | 朝鮮出兵開始（文禄の役）                                                         |
| 文禄元年     | 1592年             | 7月21日                  | 56歳   | スペイン領フィリピン諸島（小琉球）に約を違えた朝鮮を伐ったことを告げ服属要求     |
| 文禄元年     | 1592年             | 人掃令制定。聚楽第行幸   | 56歳   |                                                                                  |
| 文禄2年      | 1593年             | 8月                      | 57歳   | 本拠を伏見城に移す。秀頼が誕生。                                                 |
| 文禄2年      | 1593年             | 11月5日                  | 57歳   | 高山国へ約を違えた朝鮮を伐ち明も和を求めているとして服属入貢を要求               |
| 文禄4年      | 1595年             | 7月                      | 59歳   | 秀次の関白並びに左大臣職を剥奪、高野山に追放し、自刃を命ず。聚楽第取り壊し       |
| 慶長元年     | 1596年             |                          | 60歳   | サン＝フェリペ号事件                                                             |
| 慶長2年      | 1597年             | 2月                      | 61歳   | 再度の朝鮮出兵開始（慶長の役）                                                   |
| 慶長2年      | 1597年             | 7月27日                  | 61歳   | スペイン領フィリピン諸島（小琉球）に日本は神国でキリスト教を禁止したことを告ぐ   |
| 慶長3年      | 1598年             |                          | 62歳   | 太政大臣辞職                                                                     |
| 慶長3年      | 1598年             | 8月18日                  | 62歳   | 伏見城で薨去。                                                                   |
| 大正4年      | 1915年             | 11月10日                 |        | 贈正一位                                                                         |

## 人物

### 出身・家系
秀吉の父・弥右衛門は百姓だったというが、百姓 = 農民とするのは後代の用例であり、弥右衛門の主たる生業は織田家の足軽だったとする説がある。太田道灌や北条早雲の軍制に重用された足軽は急速に全国へ広まっていた。ただし、小和田哲男は、秀吉は元々苗字持ちでなく、木下家利の婿養子の名目で木下祐久と改名した杉原定利の娘おねと結婚したことで「木下藤吉郎秀吉」を名乗るようになったという説を紹介している。つまりそれ以前は苗字を名乗る地盤すら持たない階層だった可能性が指摘されている(ただし、おねの実家の苗字については天正12年に杉原氏宗家が秀吉から改易処分を受けたことにより、木下氏を名乗るようになったとする堀越祐一の指摘がある)。黒田基樹は、確定するのは困難であるものとしつつ、母・仲については加藤清正などの縁戚による人脈出身者の多さから彼女の出自は有力百姓の出身と考えられ、その彼女の婚姻相手である弥右衛門もまた一定の上層百姓であったのではないかと推測している。黒田はその後の著作でこの問題を再検討し、百姓身分で結婚が可能であったのは江戸時代でも年貢・公事などの租税の対象となる耕地を所有していることが前提であり戦国期も同様であることから、元は一定の上層階層の百姓の家であったのが後日没落したと考えた方が妥当であるとしている。その上で秀吉の父親の代には出身地から「中村」を称していたが、父の死後に織田家に仕えたと考えられる秀吉が父からの世襲ではなく自ら家を興したことを強調するために当時の寄親とされる木下縫殿助から「木下」の名字を授かって「中村」から名字を変えた可能性、もしくは家の没落によって一度は名字を失ったために織田家に仕官するにあたって改めて「木下」の名字を与えられた可能性があるとしている
『フロイス日本史』では「若い頃は山で薪を刈り、それを売って生計を立てていた」、『日本教会史』には、秀吉は「木こり」出身と書かれている。また小説家の八切止夫は、秀吉は「端柴売り」出身で、わざとそのことを示す羽柴（=端柴）に改姓し、自分が本来低い身分なのだとアピールすることによって周囲からの嫉妬を避けようとしたのだと推測している。小説家の井沢元彦は「当時の西洋人からは端柴売りが木こりに見えたのだろう」と両者を整合する説をとっている。
小牧・長久手の戦いの際には、徳川家康の重臣榊原康政が、「羽柴秀吉は野人の子、もともと馬前の走卒に過ぎず。しかるに、信長公の寵遇を受けて将師にあげられると、その大恩を忘却して、子の信孝公を、その生母や娘と共に虐殺し、今また信雄公に兵を向ける。その大逆無道、目視する能わず、我が主君源家康は、信長公との旧交を思い、信義を重んじて信雄公を助けんとして決起せり。」と秀吉の出自にからめて批判する檄文を発したという。
また、事実ではないものの、文禄・慶長の役当時の大明帝国や朝鮮では、秀吉を中国人とする話も流布していた。それらは、概ね「中国人の海賊である」、「薪をとっていた中国人が日本王に見いだされ出世した」、「福建の商人が日本へ漂着」といった荒唐無稽なものであった。
秀吉は他の大名と同様に側室を置いていたが、正室であるねねとの間にも、側室との間にも子供が生まれず、実子の数は生涯を通じても非常に少なかった。秀吉との間に子供ができなかった側室達には、前夫との間に既に子供がいた者、秀吉と離縁あるいは死別し再婚してから子供ができた者が幾人かいる。そのため秀頼は秀吉の子ではなく、淀殿が大野治長など他の者と通じて成した子だとする説がある。これについては、秀頼だけでなく鶴松の時点でそうした噂があった。
秀吉は子宝に恵まれなかったが、実は長浜城主時代に1男1女を授かっていたという説がある。男子は南殿と呼ばれた女性の間に生まれた子で、幼名は石松丸、後に秀勝といったらしい。長浜で毎年4月（昔は10月）に行われる曳山祭は、男子が生まれたことに喜んだ秀吉から祝いの砂金を贈られた町民が、山車を作り長浜八幡宮の祭礼に曳き回したことが始まりと伝えられている。石松丸秀勝は夭折したが、その後秀吉は次々と二人の養子に秀勝の名を与えている（於次秀勝・小吉秀勝）。長浜にある妙法寺には、伝羽柴秀勝像という子の肖像画や秀勝の墓といわれる石碑、位牌が残っている。ただし、石松丸（秀勝）については養子説や長浜城主になる以前に誕生していたとする説など異説もある。女子の方は名前その他の詳細は一切不明だが、長浜市内にある舎那院所蔵の弥陀三尊の懸仏の裏に「江州北郡 羽柴筑前守殿 天正九年 御れう人 甲戌歳 奉寄進御宝前 息災延命 八月五日 如意御満足虚 八幡宮」という銘記があり、これは秀吉が天正2年（1574年）に生まれた実娘のために寄進したものだと伝わっている。ただし今日舎那院では、これが秀吉の母・大政所のために寄進されたものであると説明している。しかし『多聞院日記』によれば、大政所は文禄元年（1592年）に76歳で死去しているので年代に齟齬が生じる（「御れう人」とは麗人のことであり、76歳の老人にまで解釈が及ぶものかどうか疑問であり、秀吉に女児が生まれたと考える方が自然と思われる）。

### 名称
婚姻により妻おねの姓・木下氏を名乗り、後に羽柴氏に改める。諸系図に源氏や平氏を称したように書かれているが、近衛家の猶子となって藤原氏に改姓した後、正親町天皇から豊臣氏を賜姓されて本姓とした。下賤・貧困層出身と少年期での父亡き子を隠していない。朝鮮国王宛の明への侵攻や、台湾・フィリピンへの服属と入貢要求で、朱印状で日輪による受胎での「日輪の子」を名乗り、侵攻・支配要求への根拠とした。大村由己の関白任官記に見られる秀吉は母方の祖父を「萩の中納言」とする公家の血筋であり、また「大政所が宮仕えをした後に生まれた」という表現は、明言はされていないが天皇の落胤をうかがわせるものであるが、事実とは考えられていない（出自参照）。
しばしば誤って羽柴から豊臣に改姓したといわれるが、羽柴は苗字、豊臣は姓（氏姓、本姓）であり、身分が高くなりすぎたために名乗る機会が無くなっただけで、苗字は死ぬまで羽柴だったと考えられる。源頼朝や藤原道長をみなもと-の-よりとも、ふじわら-の-みちなが、と「の」を挟んで読むが徳川家康や織田信長はそうでないのは、前者が姓で後者は苗字だからだという理解からは、豊臣秀吉も、とよとみ-の-ひでよしと読むのが正しいのではないかという説が唱えられている（岡野友彦）。1583年（天正11年）のイエズス会による外語表記はFaxiba Chiquiendono（羽柴筑前殿）。

### 容姿
猿面
「猿面冠者」という言葉が残るように、秀吉は、その容姿から猿と呼ばれた。『太閤素生記』では秀吉の幼名を「猿」とし、また秀吉の父が亡くなったとき、秀吉に金を遺した一節に「父死去ノ節猿ニ永楽一貫遺物トシテ置ク」とある。また松下之綱は「猿ヲ見付、異形成ル者也、猿カト思ヘバ人、人カト思ヘバ猿ナリ」と語っている。毛利家家臣の玉木吉保は「秀吉は赤ひげで猿まなこで、空うそ吹く顔をしている」と記している。秀吉に謁見した朝鮮使節は「秀吉が顔が小さく色黒で猿に似ている」としている（『懲毖録』）。ルイス・フロイスは「身長が低く、また醜悪な容貌の持ち主で、片手には6本の指があった。目が飛び出ており、シナ人のようにヒゲが少なかった」と書いている。また、秀吉本人も「皆が見るとおり、予は醜い顔をしており、五体も貧弱だが、予の日本における成功を忘れるでないぞ」と語ったという。
秀吉が猿と呼ばれたのは、関白就任後の落書「まつせ（末世）とは別にはあらじ木の下のさる関白」に由来するという説もある。また山王信仰（猿は日吉大社の使い）を利用するため「猿」という呼び名を捏造したとの説もある。

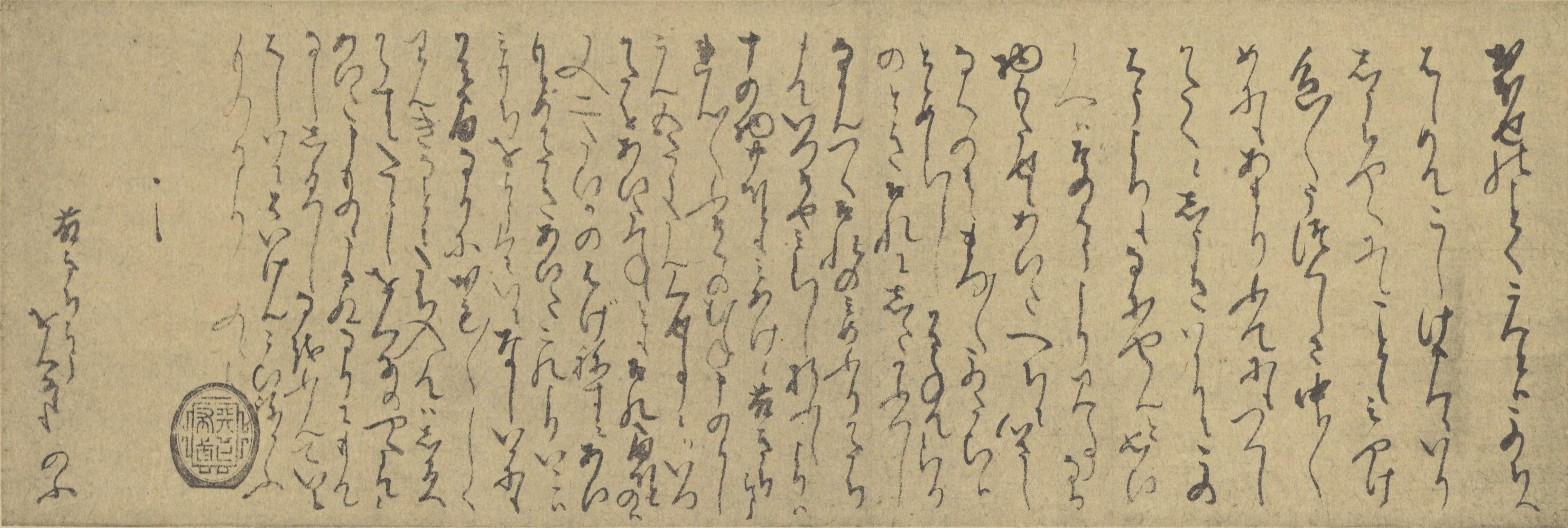
織田信長筆仮名消息（重要美術品、個人蔵）。ねね宛ての書状で、19行目に秀吉を指して「はげねすミ」（禿げ鼠）とある。

禿げ鼠
「禿げ鼠」の呼び名は、信長がねねへ宛てた書状の中で秀吉を叱責する際に「あの禿げ鼠」と書かれているものが現存している（現在は個人蔵）。ただ、普段でもそう呼ばれていたかどうかは不明。
六本指
秀吉は指が1本多い多指症だったという記録がある（『フロイス日本史』）。右手の親指が1本多く、信長からは「六ツめ」とも呼ばれていた（『国祖遺言』）。多くの場合、幼児期までに切除して五指とするが、秀吉は周囲から奇異な目で見られても生涯六指のままで、天下人になるまではその事実を隠すこともなかったという。しかし天下人となった後は、記録からこの事実を抹消し、肖像画も右手の親指を隠す姿で描かせたりした。そのため、「秀吉六指説」は長く邪説扱いされていた。現在では六指説を真説とする考えが有力であるが、このことに触れない秀吉の伝記は多い。
なお『国祖遺言』のこのくだりを紹介した三上参次は、「又『國祖（前田利家）遺言』といふ書には、太閤には右の手の指が六本あったといふ説が載って居りますが、如何ですか、他に正確なる書にはまだ見當りませぬ。」と記載している。井沢元彦は自著の中で、『国祖遺言』の存在を初めて指摘したのは松田毅一であると記載しているが、松田が指摘するよりも前に三上が指摘をしている。さらに三上が指摘をした翌年には幸田成友も秀吉の多指症について言及している。姜沆の『看羊録』にも秀吉の右手が六本指であったと記録されているが、この記録には秀吉が成長した時に自ら刀で指を切り落としたと記載されている。服部英雄は『国祖遺言』を活字化しており、以下の通りである。

### 死因
様々な説が唱えられており、脳梅毒、大腸癌、痢病（赤痢・疫痢の類）、尿毒症、脚気、腎虚、感冒（そのため藤堂高虎と同様に桔梗湯を処方された）などがある。50代後半ごろからは、老衰のためか無意識のうちに失禁したこともあったと記録されている。沈惟敬による毒殺説もある。
なお同時代人には「秀吉公は、善光寺如来を方広寺大仏殿へ遷座したことによる祟りで落命された」と認識されていたことは既述の通りである（後述#宗教政策も参照）。

### エピソード

豊臣秀吉の花押

人の心を掴む天才とされており、「人たらし」と称せられる。度量の大きさでも知られ、九州の役において降伏した島津義久に対し、丸腰の義久に自らの佩刀を与え、また小田原征伐で遅参した伊達政宗に佩刀を預け石垣山の崖上で二人きりになった。両名とも隙だらけでありながら秀吉の度量に気を呑まれ斬りつけることは出来なかったという。他にも小牧・長久手の戦いの後に上洛した徳川家康の下を近習一人をつれて密かに訪れ、数万の徳川兵の中で酒を交わしながら翌日の拝謁の打ち合わせをした。また家康の片腕であり秀吉との折衝役であった石川数正が出奔した際、自らの配下とした。
賤ヶ岳の戦いの最中、熱暑に苦しむ負傷兵に秀吉は農家から大量の菅笠を買い敵味方の区別なく被せて回り、「誠に天下を治め給うほどの大将はかく御心の付き給うものかな」とも評価される（『賤ヶ岳合戦記』）。また賤ヶ岳の戦い後、小早川隆景に書状で「無精者は成敗すべきであるが、人を斬るのは嫌いだから命を助け領地も与える」と報じている。ほかにも関白就任後、秀吉が可愛がっていた鶴が飼育係の不注意から飛んで逃げた。飼育係は、打ち首覚悟で秀吉に隠さずに報告したが、「日本国中がわしの庭じゃ。なにも籠の中におらずとも、日本の庭におればよい」と笑って許したという（『名将言行録』）。
小田原征伐の際、鎌倉の鶴岡八幡宮の白旗の宮を訪ね、源頼朝の木像に向かい「小身から四海を平定し天下を手中にしたのは貴方とこのわしだけであり、我らは天下友達である。しかし貴方は御門（）の御後胤で、父祖は東国の守護であり、故に流人の身から挙兵しても多くの者が従った。わしは、元々は卑賤の出で、氏も系図もない男だ。だからこのように天下を平定したことは、貴方よりわしの功が優れている」と木像の肩を叩きながら言ったという（『川角太閤記』
）。
秀吉は「大気者」だったともいわれているが、狭量な面もあり、世評を気にした。北野大茶会や華美な軍装などの人々の評判が上がる行為を頻繁に行った。一方、聚楽第に自身を非難する落書が書かれた際は、犯人を探索し7人を鼻削ぎ耳切りにした上で倒磔に処したのち、老若男女63人を磔、最終的には130人に刑罰を下している（『鹿苑日録』）。人を殺すことを嫌う人物とされる秀吉であるが、実際には元亀2年（1571年）に湖北一向一揆を殲滅したり（『松下文書』『信長公記』）、天正5年（1577年）に備前・美作・播磨の国境付近で毛利氏への見せしめのために、子供は串刺しに、女は磔にして200人以上処刑している（同年12月5日の羽柴秀吉書状）。
母・大政所への孝養で知られる。小牧・長久手の戦いの後、家康を上洛させるため母と妹を人質として家康に差し出したが、そこで母を粗略に扱った本多重次を後に家康に命じて蟄居させている。天下人としての多忙な日々の中でも、正室・北政所や大政所本人に母親の健康を案じる手紙をたびたび出している。朝鮮出兵のために肥前名護屋に滞在中、母の危篤を聞いた秀吉は急いで帰京したが、臨終には間に合わず、ショックのあまり卒倒し、しばらくはまともに喋ることもできなかった。大政所の三回忌では「なき人の形見の髪を手に触れ包むに余る涙悲しも」という句を詠んでいる。
戦国大名は主君と臣下の男色（衆道）を武士の嗜みとしていたが、武士出身ではない秀吉は衆道への関心がなかった。当時比類なき美少年と評判だった小姓の羽柴長吉に対しても「お前に姉か妹はいるか？」と聞いただけだったと言われる（『 老人雑話』
）。
ルイス・フロイスは、秀吉の外見以外については、
- 優秀な武将で戦闘に熟練していたが、気品に欠けていた。
- 極度に淫蕩で、悪徳に汚れ、獣欲に耽溺していた。
- 抜け目なき策略家であった。
- 彼は本心を明かさず、偽ることが巧みで、悪知恵に長け、人を欺くことに長じているのを自慢としていた。
- ほとんど全ての者を汝（）、彼奴（）呼ばわりした。

などと記している。
上杉謙信との対決のため信長に北陸への出兵を命じられた際、軍議で大将の柴田勝家に反発し、勝手に領地へ引き上げ、この無断撤退は信長の怒りを買った。また中国攻めでも、毛利方だった宇喜多直家の織田方への寝返り・所領安堵を信長の許可なく勝手に認めたことで、再び信長に怒られている。
信長に対しては尊敬の念はたいしてもっていなかったようで、信長死後、織田氏から政権を奪い取って自らの豊臣政権を打ち立てたり、その過程で信長の息子達を領地没収（信雄）・切腹させる（信孝）など冷遇したり、信長の肖像画の服装が地味な色に塗り替えられたり、家臣脇坂安治に宛てた書状で尊称を付けず「信長」と呼び捨てにしている。

### 文化・芸事
人と同じに振る舞うことを嫌う、傾奇者だった。何回か開いた仮装茶会（名護屋城の仮装茶会が有名）では、参加する武将達にわざと身分の低い者の格好をしてくるように通達し、自身も瓜売りの姿で参加した。武将たちも通達に応じ、徳川家康は同じく瓜売り、伊達政宗は山伏に扮した。
文化的修養を積むことに努力し、古典文学を細川幽斎、連歌を里村紹巴、茶の湯を千利休、有職故実を今出川晴季、禅を西笑承兌、儒学を大村由己、能楽を金春太夫安照に学んだ。
能楽に熱中し、前田利家と徳川家康と共に天皇の御前で演じたり、『明智討』『柴田』など自分の活躍を演目にして自ら演じた。和歌もよく詠んだ。茶人としても独自の境地を切り開き、武家茶の湯の大成者は千利休でも古田織部でもなく、秀吉であるとする評価もある。大徳寺の山門は応仁の乱によって大破し、長らくそのままになっていた。利休は晩年にこの山門修築の事業を引き継いで門の上に閣を重ねて楼門を造り金毛閣を寄進した。その落成にあたって山門供養のために利休が春屋和尚に依頼し、その求めに応じて書かれたのがこの一偈である。その落成にあたって山門供養のために利休が春屋和尚に依頼し、その求めに応じて書かれたのがこの一偈である、千門萬戶一時開この文は、利休の影響力が自分の影響力を超えていると考え、秀吉を怒らせた。一方で、著名な茶人の目利きによって、単なる雑器に過ぎないものが、価値ある茶器とされて高額で売買されていたのを快く思っていなかったとされ、千利休に切腹を命じた理由のひとつと推測されている。しかし、多く輸入され現地では雑器だが、日本では茶壷として珍重されていたルソン壺を、秀吉自身が7個を若狭小浜の豪商の組屋に売りさばかせ、6個売れて代金として134両もの大金を手に入れていて、秀吉も商売はしている。この話は、小瀬甫庵の太閤記に、文禄2年（1593年）呂宋助左衛門がルソン壺50個を秀吉の元に持ち込んで、秀吉が千利休と相談し大坂城西の丸に並べて、売りさばき、残った壺は秀吉が買い、助左衛門は大金持ちになったという、商売にたけた雰囲気を伝える創作話として書かれた。
能筆家であった。北大路魯山人は秀吉の書に対して、新たに三筆を選べば、秀吉も加えられると高く評価した。また、「醍醐」の「醍」を祐筆が失念した際、「大」と書くよう指示したというエピソードがある（『老人雑話』『武野燭談』『太閤夜話』）。
囲碁は、織田信長から名人という称号を許された日海（後の本因坊算砂）に指導を受けており、鬼庭綱元との賭け碁や、龍造寺政家を巧妙に負かした際に政家が敗因を考え込んでしまい帰る秀吉の見送りをし忘れたなどのエピソードもあるが、太閤碁で接待されたという説もある。将棋に関しては、秀吉が有利になる手合割として太閤将棋が考案されたとされるが、詳細は不明である。

### 本能寺の変の黒幕説

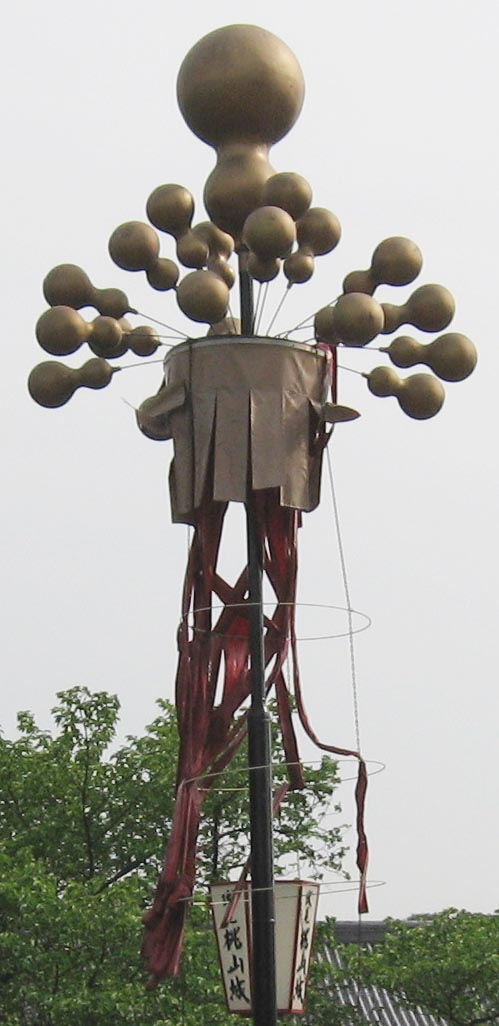
千生り瓢箪（伏見城）。豊臣秀吉の馬印として有名。

本能寺の変で最終的に最も得をした秀吉が事件の黒幕とする説もある。その根拠は、秀吉の信長に対する不要な援軍要請である。秀吉は備中高松城攻めのとき、毛利輝元・吉川元春・小早川隆景らが高松城の救援に出てきたため、信長に苦境を訴え援軍を要請。ところが当時の毛利氏が高松城救援に用意できた兵力は羽柴軍の半分の15,000ほどでしかなく、救援は不要であった。信長は三職推任問題や皇位継承問題などで朝廷と頻繁に交渉していたため上洛していた。明智光秀はそこを狙って本能寺の変を起こしたが、軍勢を集める理由が問題であった。ところが秀吉の救援要請で援軍に赴くように命じられたため、信長に疑われることなく軍勢を集め、その軍勢で光秀は京都の信長を討ち果たす。光秀が近衛前久と内通していた説があるように、秀吉も大納言の勧修寺晴豊らと内通しており、その筋から光秀の謀反計画を知り、要請を行ったとされる。
また、秀吉の中国大返しに関しても、沼城から姫路城まで70キロの距離をわずか1日で撤収しており、秀吉が優秀だったとはいえ、事前に用意をしていなければ不可能なこと、中国大返し後の織田方有力武将への切崩しの異常な速さ、変を知らせる使者は本当に毛利方と間違えて秀吉の陣に入ってきたのか、変後の毛利方との迅速な講和は事前に信長が討たれることを見越して秀吉が小早川隆景・安国寺恵瓊などへ根回しを行っていた結果なのか、など疑惑が持たれている。
上記の説についての反論には以下のものがある。
- 『信長公記』によれば、高松城への援軍、西国への出陣を立案したのは信長自身であり、秀吉は毛利家主力の出陣を報告したのみで、秀吉側から援軍の要請があったという記述はない。
- 『浅野家文書』には毛利軍5万人と記されており、秀吉は初期情報のこの数字を元に信長の援軍を請求した。
- 秀吉の援軍要請は、手柄を独占することによって信長に疑念を持たれるのを避ける（信長自身を招いて信長に手柄を譲る）ための策であり、有利な状況でありながら援軍を求める必然性は存在する（『常山記談』）。
- 本能寺の変直後の6月3日には、江北周辺の武田元明・京極高次らの武将は光秀に呼応し秀吉の居城である長浜城を接収し、同城には光秀の重臣である斎藤利三が入城している。また、長浜にいた秀吉の家族らは本能寺の急報を聞き、美濃へ避難している（『言経卿記』・『豊鑑』）。このことから、光秀と秀吉に先立っての接触があったとは考えづらい。
- もし秀吉が光秀と共謀していたなら、山崎の合戦で光秀はそのことを黙って討たれたことになる。共謀が事実ならばそれを公表することで秀吉は謀反の一味となり、他の織田旧臣や信孝ら織田一族との連合は不可能となり、光秀方に有利な情勢を作り出せた。
- 当時の武士から見ても不自然な状況であったり、連携を疑わせる情報が流れていれば、後に秀吉と敵対した織田信雄・信孝・柴田勝家・徳川家康などがそれを主張しないのは不自然である。
- 明智光秀の援軍は、対毛利戦線の山陰道方面に対してのものであり、秀吉が現在戦っている山陽道方面ではない。
- 事前の用意については、中国大返しは信長自身による援軍を迎えるための準備が、功を奏したもので、当時、中国大返しを疑問視した発言や記録はない。そもそも沼城から姫路城まで、わずか1日で70キロ走破とは、事前の準備があってもあり得ない。実際には1日で撤収したのは最初に姫路城に到着した騎馬武者であり、徒歩の兵士を含めての全てが姫路城まで到着するには、もっと時間がかかっている（『天正記』・「惟任謀叛記」）。
- 本能寺の変を知った吉川元春は和睦を反古にして秀吉軍を攻撃することを主張したが、小早川隆景らの反対[注釈 62]によって、取り止めになっている。一歩間違えば、秀吉は毛利勢と明智勢の挟み撃ちにあった恐れが大であり、現に滝川一益のように本能寺の変が敵方に知られたことにより大敗し、領土を失った信長配下の武将も存在しており、秀吉がこのような危険を謀略としてあえて意図したとは考えにくい。
- また迅速な撤収も、沼城から姫路城までに限られており、それ以降の光秀との決戦までの行軍は常識的な速度である。姫路城までの迅速な撤収は毛利の追撃を恐れての行動であり、姫路城からは上方の情報収集や加勢を募っての行軍であった。これは、事前に用意した上での行動というよりは、予期せぬ事態への対処とみるのが妥当である。更に秀吉の撤退、毛利の追撃、いずれにしても、両勢力の境目にあり、備前・美作を支配する宇喜多氏の動向が不透明であったことも考慮する必要がある。

なお、「豊臣秀吉黒幕説」は、数多い「本能寺の変黒幕説」のひとつに過ぎない（黒幕候補は他にも存在する）し、また「本能寺の変黒幕説」そのものが、明智光秀の謀反の理由として推測されるひとつに過ぎないことは留意する必要がある。明智光秀の謀反の動機が不明で、現在に至るまで定説が確立していないことが、光秀自身以外に動機を求める「豊臣秀吉黒幕説」を含めた黒幕説を生み出す要因となっている。

## 政策

### 朝臣体制
歴代の権力者と同様に秀吉も天皇・朝廷の権威を自身の支配のために利用したというのが定説である。
秀吉は関白の地位を得ると、諸大名に天皇への臣従を誓わせることによって、彼らを実質的に自分の家臣とした。織田家との主従関係はこれによって逆転している。また、天皇の名を使って惣無事令などの政策を実行し、これに従っていないということを理由として九州や関東以北を征服するなど、戦いの大義名分作りに利用している。これらの手法は、かつて織田信長が足利義昭の将軍としての権威をさまざまに利用したことや、義昭と対立した際に朝廷と接近したことと共通するものである。
さらに秀吉は、関白としての支配を強固にするため、本来は公家のものであった朝廷の官位を自身の配下たちに次々と与え、天皇を頂点とした体制に組み入れた。この方策・体制は「武家関白制」などと呼ばれる。
このように秀吉の地位は天皇の家臣であったが、実質的な日本の支配者は秀吉であったことがさまざまな史料から読み取れる。秀吉が事実上の権力者として政治を行っていることから、摂関政治の一種と解釈されることがある。
天下統一をなしとげた上、天皇・朝廷の権威まで加わったので、秀吉の権力は絶大だったが、一方では天皇の権威を借りているために、政権に不安要素も抱えることになってしまった。後に豊臣秀頼が関白になれなかったことは、徳川家による政権奪取や豊臣家滅亡の一因となった。
また秀吉は、誠仁親王の第六王子・八条宮智仁親王を猶子とし、親王宣下を受けさせていた。智仁親王が天皇に即位すれば、秀吉は天皇家の外戚として権力を振るうことも可能なはずであった。しかし智仁親王の即位前に秀吉は没してしまい、その後、智仁親王の即位は徳川家康によって阻止された。

### 国内統治システム

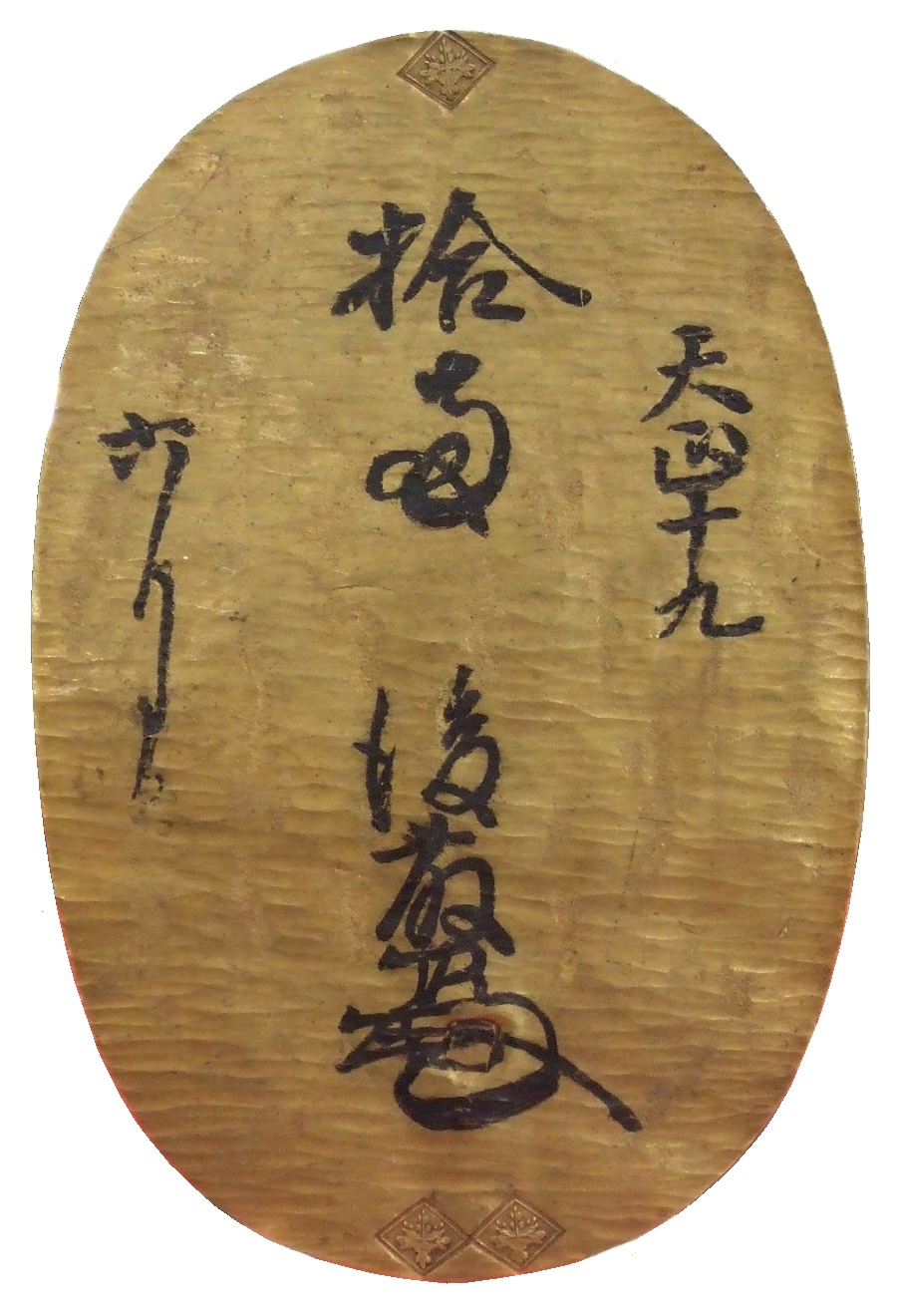
豊臣秀吉が鋳造させた天正大判。

秀吉は惣無事令を出して大名間における私戦を禁じた。また、武士以外の僧侶や農民などから武器の所有を放棄させることを全国単位で行う刀狩令、私的な武力行使を制御することを目的とした喧嘩停止令、海賊行為に対しても海賊停止令を発布し、国内における私的な武力抗争を抑制した。これらをまとめて豊臣平和令と呼ぶ場合がある。また、これらの私的な武力抗争の抑止は、あくまで関白として天皇の命令（勅定）によって私闘禁止（天下静謐）を指令するという立場を掲げて行われた。
各地方に対しては天下人として尺の統一を行った上で全国で検地が行われた。これは太閤検地と呼ばれている。同時に日本全国の税制を石高制に統一し、国家予算の算定と税制が定められた。また、楽市楽座等、関所の廃止等も継続して行い、調整を加えつつ全国的に広げていった。職業軍人と農民を分ける兵農分離、百姓の逃散禁止、朱印船貿易、貨幣鋳造なども進めた。
豊臣政権下では一般に、年貢は農民にとって過酷な二公一民（収穫の3分の2が年貢）とされていたといわれる。これは善政で知られた後北条氏の四公六民（収穫の5分の2が年貢）と比べて重いように思われるが、二公一民というのはあくまでも年貢納入をめぐる紛争の解決の際の損免規定の設定であり、年貢免率決定権は個々の領主が握って自主的に決めており、一律に定められていたわけではない。
豊臣政権は兵農分離態勢を確立するために太閤検地、人身売買禁止令、人返し令、武家奉公人の身分統制等の政策を推進したが、これらの政策によって生産構造が奴隷制から農奴制に移行したとみなされ、中世から近世への時代区分になったとされている。「人身売買禁止令は、中世の奴隷制から近世の農奴制へと日本社会を発展させた革命的な政策の一つと見なされることになった」。
秀吉の政策は江戸幕府に継承されていったため、江戸時代の基礎を築いたとも言われるが、「信長までは中世であり、秀吉から近世が始まる」と言う研究者もいれば（脇田修・佐々木潤之介）、これに否定的な研究者もいる。鎌田道隆は織田政権と豊臣政権の間、あるいは豊臣政権と徳川政権の間に中世と近世の境があるのではなく、豊臣政権の途中で中世から近世に移行したとしている。ちなみに東京大学史料編纂所では、慶長8年（1603年）の江戸幕府の成立から明治4年（1871年）の廃藩置県までを近世に分類している。

### 宗教政策

#### 仏教

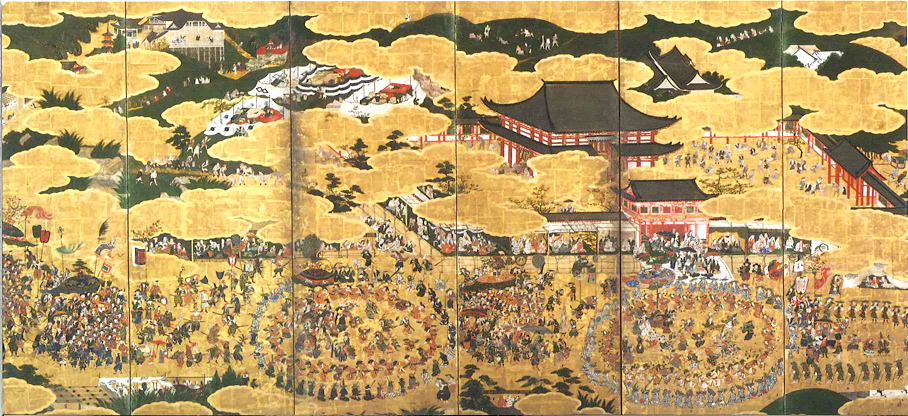
『豊国祭礼図屏風』慶長11年(1606年) 狩野内膳作で方広寺大仏殿が描かれている。他の絵図に描かれた豊臣秀頼再建の方広寺大仏殿と、観相窓上部の破風の意匠などが異なって描かれており、絵師のミスでなければ秀吉の造立した方広寺初代大仏殿を描いたものとされる。

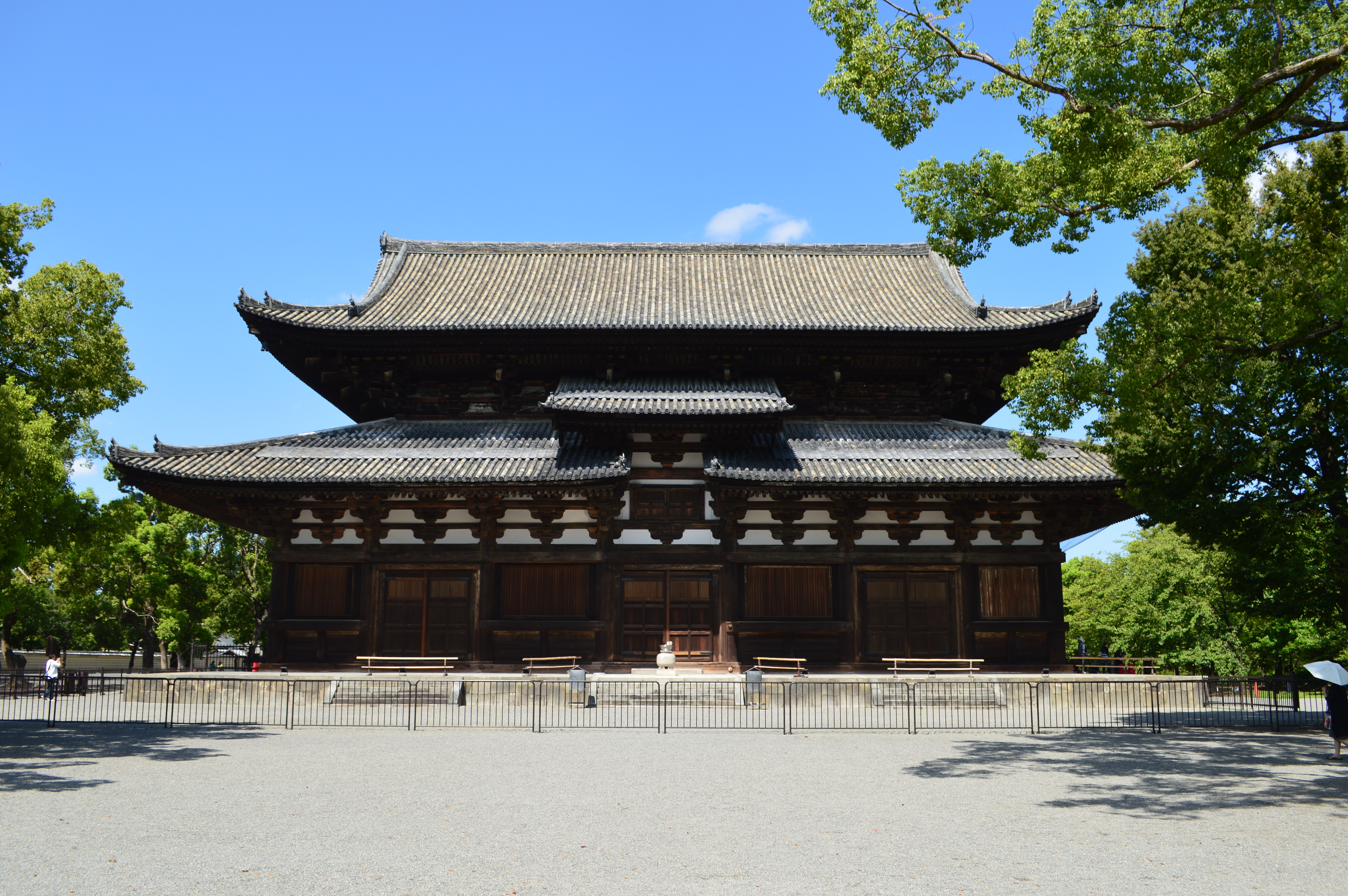
[参考] 東寺金堂。金堂は豊臣秀頼の寄進で建立されたが、方広寺初代大仏殿を模して建立されたとの伝承がある。金堂の中央には大仏殿のように観相窓（外部から内部に安置される本尊の御顔を拝顔できるようにする窓）があるが、それを開放しても安置される薬師如来の御顔の高さと合っておらず、如来の光背しか見えない。これは金堂の建物意匠は東寺のためにデザインされた意匠ではない
ことを示唆している。

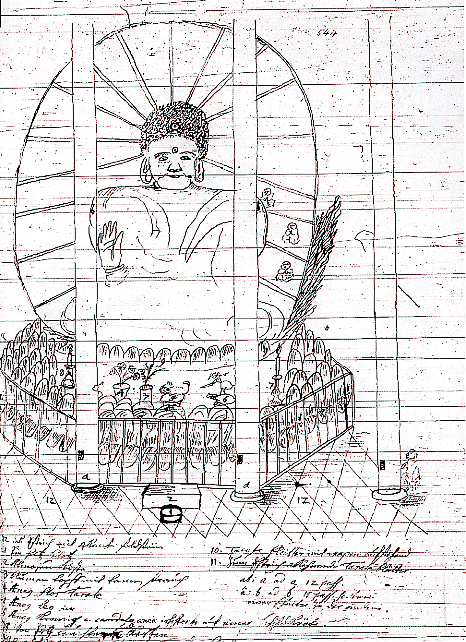
エンゲルベルト・ケンペルの京の大仏のスケッチ。ただし描かれている大仏は江戸時代に再建されたもので、秀吉が造立したころの大仏ではない。

仏教勢力に対しては、木食応其を仲介役として高野山を降伏させたり、三井寺を闕所にしたり、根来寺を焼き討ちするなど、信長時代に引き続き武力によって統制した。一方で寺社造営を得意とする木食応其に命じて、京の大仏を建立したり本願寺を再建したりもしている。ルイス・フロイスは伴天連追放令後の状況にあって「（秀吉は）偶像を以前にも増して悪しざまに扱い、仏僧たちを我ら以上に虐待している」と書いている。
秀吉の側近で天台宗の元僧侶である施薬院全宗はバテレン追放令の『覚』を起草、御伽衆に所属した大村由己は『九州御動座記』を執筆する等、秀吉政権は還俗した元仏教僧を重用し宗教政策にも影響を与えた。
秀吉の造立した方広寺の京の大仏は、約19mあり東大寺大仏を上回る高さであったが、開眼法要直前の文禄5年閏7月13日（1596年9月5日）に起きた慶長伏見地震により、大仏は損壊した（『義演准后日記』によれば旧暦8月18日に開眼供養の予定だったという）。醍醐寺座主の義演が著した『義演准后日記』によると、胸が崩れ、左手が落ち(日記の原文は「左御手崩落」で、拝観者から見て左の手、すなわち大仏の右手が落ちたとする解釈もある)、全身に所々ひび割れが入ったという。ただし大仏の光背は無傷で残ったという。大仏損壊の原因について、工期短縮のために当初計画された銅製ではなく、木造としたことが裏目に出たとされる。またひび割れの原因は表面が漆喰塗りのためとされる。秀吉は大仏が損壊したことに大変憤り、一説には怒りのあまり、大仏の眉間に矢を放ったと伝わる。また秀吉は「夫仏像ヲ安置スルハ、国家ヲ安泰ナラシメンガタメナリ、余若干ノ金銀ヲ抛チ、南都ノ旧規ヲ模シ、数年ヲ経テ成就シヌ、其志ヲモ思ハズ、汝ガ身ノ大ナルニモ恥ズ、一身ヲ保ツ事ダニ能ハズ、裂摧タルハ何ゾヤ、汝ガ如キ用ニモ立ザル仏ヲ、余信ズルコトアルベカラズ（出典:『朝鮮太平記』）」と大仏を面罵したとされる。開眼供養前なので、ただの木像にすぎないと言えなくもないが、大仏に対してこのような不遜な態度を取った原因について、秀吉は大仏を信仰の対象としてではなく、自らの権力を誇示するための道具としか見なしていなかったためとする説もある。上記エピソードについて、いくつかの二次史料（馬場信意著『朝鮮太平記』など）に記録されることから信憑性を疑問視する向きもあるが、歴史地震研究者の西山昭仁は、地震後の秀吉の動向を分析し、実際に「秀吉が方広寺を訪問し大仏に矢を放った」と仮定した場合、それがなされたのは閏7月15日のことではないかとしている。（ただし本震の後も余震が続いており、秀吉が身の危険を冒してまで、損壊した大仏に近づいて矢を放ったかという疑問点が残る。堂外から観相窓越しに大仏の眉間に矢を放つことも可能だが、飛距離がある。）なお大仏とは対照的に、大仏殿は地震による損壊を免れた。大仏は損壊したとは言え全壊ではなかったので、その後しばらくそのまま残されていた。ただし大仏は畳表で覆い隠され、人目につかないようにされていたという。『義演准后日記』には、修復までの間、見苦しいので畳表で隠されているのではないかとする記述があり、大仏は修復工事がなされるのではないかとする観測があったことが分かる。しかし『義演准后日記』慶長2年（1597年）5月23日条に「今日大仏へ太閤御所御成、本尊御覧、早々くすしかへの由仰云々  (秀吉公が大仏を御覧になり、早く取り壊せなどと命じた)」とする記述があり、最終的に秀吉の命令で、大仏は解体されることが決まった。この大仏解体の命令は、秀吉が方広寺での千僧供養会に訪れた際になされたものである。なお宣教師ぺドウロ・ゴーメスの書簡には「自身の身すら守れぬ大仏が人びとを救えるはずもないとして、大仏を粉々になるまで砕いてしまえと命じた」と記録されるほか、『当代記』には秀吉が「かように我が身を保てえざる仏体なれば、衆生済度は思いも寄らず」と発言したと記述される。「自身の身すら守れない大仏が人びとを救えるはずもない」の話のくだりについて、『義演准后日記』の記述については、秀吉が解体の命令を下した際に、義演ないしは配下が立ち会っていたと思われ、信憑性があると考えられているが、云々(うんぬん)で端折られてしまっているので記述がない。ぺドウロ・ゴーメスの書簡と『当代記』の記述は、当時流布していた風説を記録したものと思われ、秀吉が大仏の解体を命じたのは事実だが、「自身の身すら守れない大仏が人びとを救えるはずもない」の部分は、実際に秀吉がそのような発言をしたかは不明である。秀吉ならそのようなことを発言するだろうとの憶測による、後付けの作り話の可能性もある(大仏に対して不敬なので、義演が書き記さなかった可能性もある)。ただ秀吉が損壊した大仏を目前に、大仏を取り壊すよう命じた事実は、当時かなりの衝撃をもって一般大衆に受け取られたようで、先述の「秀吉が怒りのあまり大仏の眉間に矢を放った」とする真偽不明のエピソードのように、さまざまな風説が流布していたようである。
その後秀吉は、夢のお告げと称して、損壊した大仏に代わり、新たに由緒ある信濃善光寺如来（善光寺式阿弥陀三尊）を移座して本尊に迎え、落慶法要を行うことを計画する。善光寺如来は武田信玄が上杉氏による戦災からの保護を口実として、寺ごと甲斐国に移転させていたので、当時善光寺如来は甲斐善光寺に安置されていた（一時期武田氏を滅ぼした織田氏によって善光寺如来は外部へ持ち出されるが、本能寺の変で織田氏が衰亡すると、如来を譲り受けた徳川家康によって甲斐へ返還された）。木食応其の尽力により、慶長2年（1597年）7月18日に善光寺如来が京に到着し、大仏殿に遷座された。善光寺如来は、大仏を取り壊した台座の上に宝塔(厨子のようなものか?)が造られ、そこに安置されたという。先述の同年5月23日の秀吉による大仏の解体の命令は、善光寺如来を安置するため、損壊した大仏を取り除け、その台座上に空いた空間を作ることが目的であったと考えられている。なお無傷であった光背はそのまま残されていたという。これ以後大仏殿は「善光寺如来堂」と呼ばれることになり、如来を一目拝もうとする人々が押し寄せるようになった。ただ巨大な大仏殿に小ぶりな善光寺如来は不釣り合いであり、その異様さを嘲笑する声もあったという。秀吉は翌慶長3年（1598年）病に臥したが、これは善光寺如来の祟りではないかということで、同年8月17日、善光寺如来は信濃国の善光寺へ戻されることとなった（甲州征伐で武田氏を滅ぼすと、織田氏は戦利品として善光寺如来を岐阜（善光寺 (岐阜市)）へ遷座させたが、直後に本能寺の変が発生し、信長・信忠父子が自刃に追い込まれたことから、善光寺如来を私利で外部に持ち出すと祟られるとする噂が囁かれるようになった）。しかし秀吉は8月18日に死去した。秀吉の死は外部に伏せられ、8月22日には本尊の無い大仏殿で、大仏殿の完成を祝う大仏堂供養が行われた。
秀吉が善光寺如来を無理矢理方広寺に移座させたことについて、宗教を軽視した彼の傲慢とされることもあるが、秀吉が甲斐国（山梨県）から善光寺如来を持ち出さなければ、今日まで如来は甲斐国（山梨県）に留め置かれていた可能性もあったので、如来が信濃国（長野県）に返還されたのは、（本来の思惑は別として）結果的には秀吉の功績とも言える。なお秀吉が持ち出し、返還したのは善光寺如来のみで、寺宝（最古とされる源頼朝の木像など）は甲斐善光寺に留め置かれた。秀頼の代には彼の寄進で信濃善光寺の伽藍の復興がなされたが、寛永19年（1642年）に火災があり烏有に帰した。
、

#### 稲荷信仰
前田利家の実子で秀吉と正妻おねの養女の豪姫が病にかかったときに、狐が憑いたとされ、秀吉は伏見稲荷へ宛て朱印状を発布した。「日本の内、年々狐狩り仰せつけられるべく候」などの脅し文句が著述されているが、この朱印状が偽物でないことが明かされている。

#### バテレン追放令
キリスト教徒に対しては、当初は好意的であった。しかし宣教師による信仰の強制、キリスト教徒による寺社の破壊、日本人を奴隷商品として国外へ売却していたことなどを理由に、天正15年（1587年）に伴天連追放令（バテレン追放令）を出した。ただしこの時の布告は強制的な禁教を伴うものではなく、宣教師たちも依然として日本国内で布教活動を継続することが可能であった。
日本初の南蛮外科医である修道士ルイス・デ・アルメイダは、有馬晴純は領内にあった十字架を倒し、キリスト教徒を元の教えに強制改宗するように命じたと1564年十月十四日付、豊後発信の書簡で言及している。1563年十一月七日ごろには横瀬浦港にある修道院が焼かれ、次いですぐにキリスト教徒の農民たちの家が焼かれたという。こうしてキリスト教と仏教の信者間での対立関係が悪化していたが、日本におけるイエズス会の責任者であるヴァリニャーノは神社仏閣の破壊を禁じていた。
1587年6月18日付（伴天連追放令の前日）の11か条の「覚」は宣教師が朝鮮半島に日本人を売っていたと糾弾しているが、朝鮮半島との貿易は対馬宋氏の独占状態であり、グレゴリオ・デ・セスペデスが宣教師として初めて朝鮮半島を訪れたのは1593年である。
ポルトガルの奴隷貿易に関しては少数の中国人や日本人等のアジア人奴隷の記録が残されているが、具体的な記述は『デ・サンデ天正遣欧使節記』と『九州御動座記』に頼っている。いずれの記録も歴史学の資料としては問題が指摘されている。『デ・サンデ天正遣欧使節記』は日本に帰国前の少年使節と日本にいた従兄弟の対話録として著述されており、両者の対話が不可能なことから、フィクションとされている。『デ・サンデ天正遣欧使節記』は宣教師の視点から日本人の同国人を売る等の道徳の退廃、それを買うポルトガル商人を批判するための対話で構成されている。
豊臣秀吉の功績を喧伝する御伽衆に所属した大村由己の執筆した『九州御動座記』は追放令発令（天正15年6月）後の天正15年7月に書かれており、キリスト教と激しく対立した仏教の元僧侶の観点からバテレン追放令を正当化するために著述されており以下のような記述がある。
ポルトガル人が牛や馬を買い、生きたまま皮を剥いで素手で食べるとの記述については、ヨーロッパ人が化物だと決め付けることは東アジアでは一般的であり、実際に目撃したものを著述したとは考えられない。宣教師に対する罵詈雑言や噂、作り話をもとにした虚構であるとの指摘がなされている。宣教師に対する誹謗中傷の中でも顕著なものに、人肉を食すというものがある。フェルナン・ゲレイロの書いた「イエズス会年報集」には宣教師に対する執拗な嫌がらせが記録されている。
さらに子どもを食べるために宣教師が来航し、妖術を使うために目玉を抜き取っているとの噂が立てられていた。仏教説話集『沙石集』には生き肝を薬とする説話があり仏教徒には馴染みのある説といえ、ルイス・デ・アルメイダ等による西洋医療に対する悪口雑言ともとれるが、仏僧である大村由己が執筆した『九州御動座記』にある宣教師が牛馬を生きたまま皮を剥いで素手で食べるとの噂とも共通するものがある。
ポルトガルの奴隷貿易については、歴史家の岡本良知は1555年をポルトガル商人が日本から奴隷を売買したことを直接示す最初の記述とし、これがイエズス会による抗議へと繋がり1571年のセバスティアン1世 (ポルトガル王) による日本人奴隷貿易禁止の勅許につながったとした。岡本はイエズス会はそれまで奴隷貿易を廃止するために成功しなかったが、あらゆる努力をしたためその責めを免れるとしている。

#### サン＝フェリペ号事件
秀吉が決定的に態度を硬化させるのは、慶長元年（1596年）に起きたサン＝フェリペ号事件からのことである。幕末以降の歴史書・研究史においては、秀吉は宣教師の行いを通じてスペインやポルトガルの日本征服の意図を察知していたということが強調されている。イエズス会宣教師による日本征服計画があったのは確実であるが、スペインやポルトガル本国が宣教師たちの提案に賛同したかどうかは不明である。
スペイン側の日本征服計画の有無については、スペイン国王フェリペ2世は1586年には領土の急激な拡大によっておきた慢性的な兵の不足、莫大な負債等によって新たな領土の拡大に否定的になっており、領土防衛策に早くから舵を切っていた。
サン＝フェリペ号事件当時、秀吉による明と朝鮮の征服の試みが頓挫し、朝鮮・明との講和交渉が暗礁に乗る緊迫した国際情勢ではあったが、それ以前の1592年に豊臣秀吉はフィリピンに対して降伏と朝貢を要求していた。秀吉は原田喜右衛門にフィリピン征服を任せたが、侵略の動機はフィリピンの黄金だったという。フィリピン侵略軍の規模についてはフィリピンには5、6千人の兵士しかおらず、そのうちマニラの警備は3、4千人以上だと知り、1万人で十分だと判断、10隻の大型船で輸送する兵士は5、6千人以下と決定したとの報告がフィリピンに伝わっている。豊臣政権はフィリピンの戦力を正確に把握しており、侵略を恐れるどころかスペインの支配するフィリピンの侵略計画をたびたび表明している。
1597年2月に処刑された26聖人の一人であるマルチノ・デ・ラ・アセンシオンはフィリピン総督宛の書簡で自らが処刑されることと秀吉のフィリピン侵略計画について日本で聞いたことを書いている。「（秀吉は）今年は朝鮮人に忙しくてルソン島にいけないが来年にはいく」とした。マルチノはまた侵攻ルートについても「彼は琉球と台湾を占領し、そこからカガヤンに軍を投入し、もし神が進出を止めなければ、そこからマニラに攻め入るつもりである」と述べている。

#### 自身の神格化
織田信長は自らを神として信仰させようとしたが（異説あり）、秀吉もまた自らを神として祀らせようとした。信長は記録上それを行ったとされる時期のすぐ後に死亡してしまったため、詳しいことはあまり分かっていないが、秀吉は信長よりも具体的な記録が残っている。
秀吉は死に際して、方広寺の大仏の鎮守として新たな八幡として自らを祀るよう遺言した。これ以前に秀吉は、源頼朝の富士の巻狩りに倣い、尾張で壮大な巻狩りを行っており、ルイス・フロイスはこの巻狩りの目的の1つは「頼朝の巻狩りへの人々の回想を弱めしめることであった」と推測している。しかし秀吉の死後、八幡として祀られるという希望はかなえられず、「豊国大明神」という神号で祀られ、豊国社も別に神宮寺を置くこととなった。
元和元年（1615年）に豊臣宗家が滅亡すると、徳川家康の意向により後水尾天皇の勅許を得て豊国大明神の神号は剥奪され、秀吉の霊は「国泰院俊山雲龍大居士」と仏式の戒名を与えられた。神社も徳川幕府により廃絶され、秀吉の霊は方広寺大仏殿裏手南東に建てられた五輪石塔（現:馬塚、当時の史料では「墳墓」とされる。）に遷された。慶応4年（1868年）閏4月、明治天皇の御沙汰書により、秀吉の社壇を再興することが命じられた。明治8年（1875年）、大明神号は復されて、方広寺大仏殿跡に豊国神社が再建された。

### 外交政策

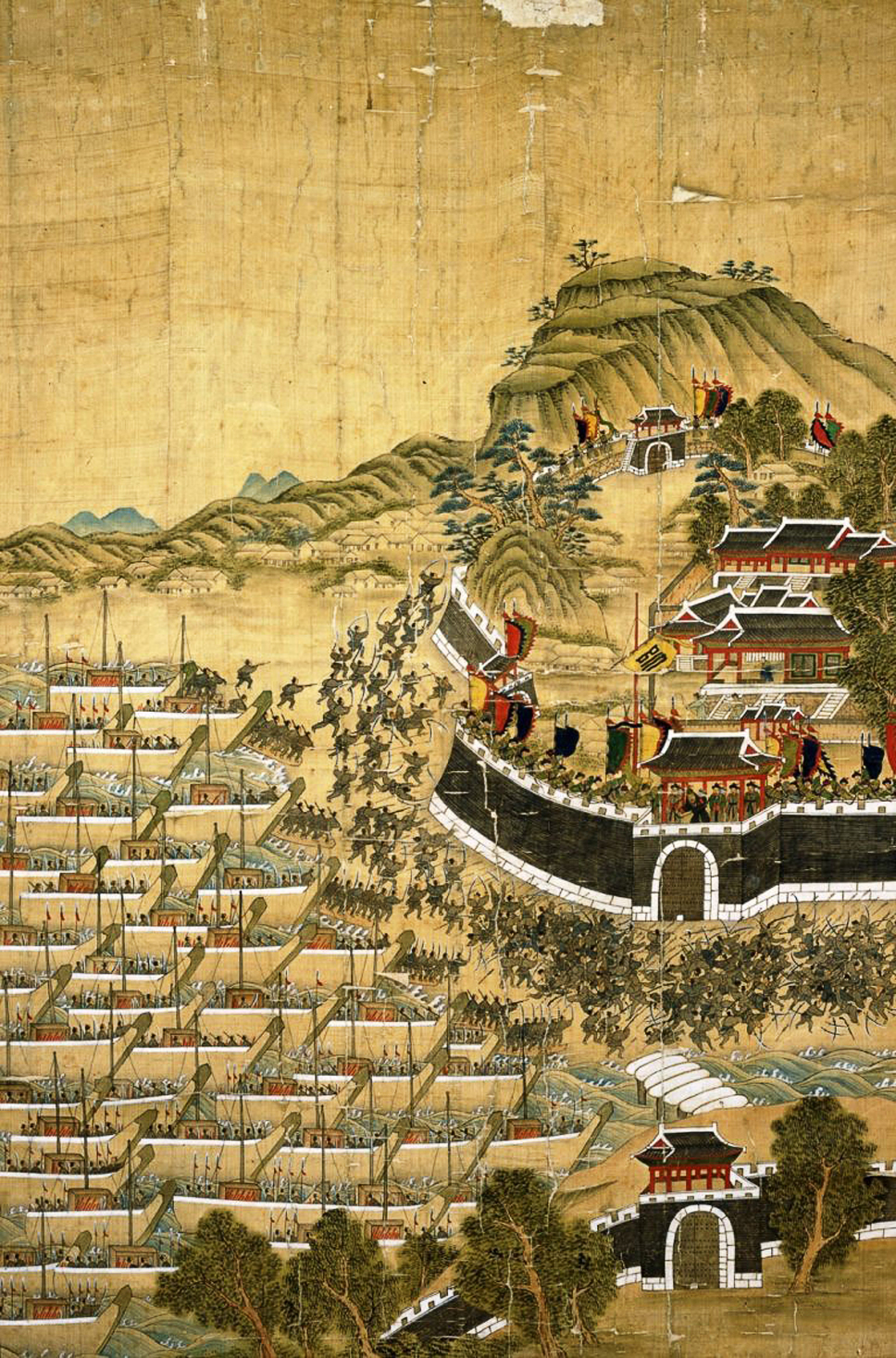
『釜山鎮殉節図』 文禄の役での釜山城攻略を描いたもの。

秀吉は大陸侵攻（唐入り）の準備をしつつ、周辺諸国やスペイン・ポルトガルの植民地に対し服属入貢を要求した。
秀吉における海外進出の構想は天正15年（1587年）の九州遠征の時期に行われたとみられ、5月9日に秀吉夫妻に仕える「こほ」という女性への書状において「かうらい国へ御人しゆつか（はし）かのくにもせひはい申つけ候まま」と記し、九州平定の延長として高麗（朝鮮）平定の意向もあることを示している。
同年6月1日付で顕如に宛てた朱印状のなかで「我朝之覚候間高麗国王可参内候旨被仰遣候」と記している（本願寺文書）。「我朝之覚」とは先例のことを指しており、具体的には神功皇后の三韓征伐の際の三韓服従の誓約、あるいは天平勝宝2年（752年）の孝謙天皇による新羅国王への入朝命令などと考えられている。この先例に倣って高麗（朝鮮）国王は諸大名と同じように朝廷（秀吉）への出仕義務があると考え、直後に李氏朝鮮に対馬の宗氏を介して服属入貢を要求した。
翌天正16年（1588年）には島津氏を介して琉球王国へ服属入貢を要求し、以後複数回要求を繰り返す。天正19年（1591年）7月25日にはポルトガル領インド副王に宛ててイスパニア王の来日を要求した。同年9月15日、スペイン領フィリピン諸島（小琉球）に服属要求し、翌天正20年（1592年）5月18日付関白豊臣秀次宛朱印状では高麗の留守に宮中を置き、3年後に天皇を北京に移し、その周辺に10カ国を進上し、秀次を大唐の関白に就け、北京周辺に100カ国を与えるとした。
秀吉自身は北京に入ったあと、天竺（インドのこと）征服のために寧波に移るとしていた。
文禄2年（1593年）には高山国へ服属入貢を要求した。

### 人事政策
- 土木事業や溜池築堤を得意とする木食応其は多くの高野衆や各地から集めた何百人もの大工を率いて寺社の大規模造営・整備にあたっていた。豊臣政権の行政機構の中に組み込まれていたわけではないが、実質上寺社造営における豊臣家の作事組織として機能していた[241]。
- 多くの家臣たちに豊臣の本姓、羽柴の氏を与えた。

## 後世の評価

### 江戸時代の評価
江戸時代においては、公には秀吉の神格化は否定されていたが、民間では豊国大明神を起請文の対象とするなど、一種の秀吉信仰も残存していた。
小瀬甫庵の『太閤記』は広く読まれた。元禄6年（1693年）に発禁処置となったが、宝永年間（1704年 - 1711年）には広く出版されており、早いうちにこの措置は解除されたものとみられる。
寛政から享和年間に刊行された読本『絵本太閤記』は庶民の間で大流行し、現代まで一般に知られる秀吉像を形成する大きな役割を果たした。これを翻案した浄瑠璃・歌舞伎の『絵本太功記』は人気演目の一つとなった。『絵本太閤記』は文化元年（1804年）6月に発禁措置となり、これを受けて『太閤記』も発禁となり、安政6年（1859年）に解除されるまで続いた。
朝鮮出兵については無謀な義のない戦であると林守勝や貝原益軒などの儒学者からは批判された。一方で軍学者の山鹿素行や国学者本居宣長は神功皇后以来の壮挙であると高く評価している。頼山陽は秀吉が明による冊封を拒絶したことは尊王の志によるものであると評価し、勤王家としての秀吉像が幕末に広まることになった。吉田松陰も秀吉を国外に武威を示したと高く評価し、通商容認派の儒学者である大槻磐渓でさえも朝鮮出兵を高く評価している。また一般でも『絵本太閤記』では日本側の勇戦が強調され、近松門左衛門の『本朝三国志』では、「加藤正清」が遼東大王（朝鮮国王）を捕らえ、大王が命乞いをする場面が描かれるなど、朝鮮出兵が負け戦であるという認識は持たれなかった。

### 近代の評価
慶応4年（1868年）閏4月、明治天皇は大阪に行幸した際に、秀吉を「皇威を海外に宣べ、数百年たってもなお彼を寒心させる、国家に大勲功ある今古に超越するもの」であるとして、秀吉を祀る社檀の造営を命じる御沙汰書が下され、同年5月には、秀吉の社に鳥羽・伏見の戦いでの新政府軍の戦死者を合祀するよう命じられた。明治8年（1875年）には、京都東山に豊国神社が再興されるなど明治政府からの顕彰が行われた。また、大正4年（1915年）には秀吉に正一位の贈位が行われたが、この際には国家の平定、対外的な国威発揚、聚楽第行幸の際などの皇室への尊崇などが評価されている。

### 現代の評価
近現代にも秀吉を題材とした小説・映画などは数多く、それらフィクションで描かれる秀吉像は、武将ながら愛嬌に満ちた存在、武力より知略で勝利を得るなど、陽的な人物とされることが多かった。NHK大河ドラマでは秀吉が単独の主役となったのは1965年の『太閤記』と1996年の『秀吉』の2作品である。『秀吉』での竹中直人演じる秀吉はこうしたイメージに近く、下品で野蛮な振る舞いをしながらも他人を出し抜き、出世後は華やかに明るく振る舞う姿が描かれた。一方で2014年の『軍師官兵衛』で竹中が演じた秀吉は、老いて醜悪となった秀吉像が描かれている。
2016年の『真田丸』で小日向文世が演じた秀吉は気さくで明るい人物でありながら、政治的には利己的で冷徹な判断を下す二面的な人物として描かれ、2020年の『麒麟がくる』で佐々木蔵之介が演じた秀吉は底知れぬ欲を隠し持つような狡猾な男でありつつ、ひょうきんな態度で周囲の人を魅了するといったように、二面性を持った人物として描かれている。
2019年のテレビ朝日「国民10万人がガチ投票！戦国武将総選挙」では第6位だった。

### 海外の評価
朝鮮半島・中国大陸では侵略者として否定的な印象を持たれている。当時の中国や朝鮮の史書では、秀吉が中国出身者だったという説が書かれたものがいくつかあるが、これは日本に滞在していた中国人らが広めたものと見られている。

## 系譜

### 略系図
|  |  |  |  |  |  |          |          | 木下弥右衛門 | 木下弥右衛門 | 木下弥右衛門 | 木下弥右衛門 | 木下弥右衛門 | 木下弥右衛門 |          |          |        |        | 大政所 | 大政所 | 大政所   | 大政所   | 大政所   | 大政所   |          |          |          |          |          |          |          |          | 竹阿弥   | 竹阿弥   | 竹阿弥   | 竹阿弥   | 竹阿弥   | 竹阿弥   |          |          |          |          |          |          |          |          |          |          |          |          |          |          |          |          |
|  |  |  |  |  |  |          |          | 木下弥右衛門 | 木下弥右衛門 | 木下弥右衛門 | 木下弥右衛門 | 木下弥右衛門 | 木下弥右衛門 |          |          |        |        | 大政所 | 大政所 | 大政所   | 大政所   | 大政所   | 大政所   |          |          |          |          |          |          |          |          | 竹阿弥   | 竹阿弥   | 竹阿弥   | 竹阿弥   | 竹阿弥   | 竹阿弥   |          |          |          |          |          |          |          |          |          |          |          |          |          |          |          |          |
|  |  |  |  |  |  |          |          |              |              |              |              |              |              |          |          |        |        |        |        |          |          |          |          |          |          |          |          |          |          |          |          |          |          |          |          |          |          |          |          |          |          |          |          |          |          |          |          |          |          |          |          |          |          |
|  |  |  |  |  |  |          |          |              |              |              |              |              |              |          |          |        |        |        |        |          |          |          |          |          |          |          |          |          |          |          |          |          |          |          |          |          |          |          |          |          |          |          |          |          |          |          |          |          |          |          |          |          |          |
|  |  |  |  |  |  | 三好吉房 | 三好吉房 | 三好吉房     | 三好吉房     | 三好吉房     | 三好吉房     |              |              | 日秀尼   | 日秀尼   | 日秀尼 | 日秀尼 | 日秀尼 | 日秀尼 |          |          |          |          |          |          | 豊臣秀長 | 豊臣秀長 | 豊臣秀長 | 豊臣秀長 | 豊臣秀長 | 豊臣秀長 |          |          | 朝日姫   | 朝日姫   | 朝日姫   | 朝日姫   | 朝日姫   | 朝日姫   |          |          | 徳川家康 | 徳川家康 | 徳川家康 | 徳川家康 | 徳川家康 | 徳川家康 |          |          |          |          |          |          |
|  |  |  |  |  |  | 三好吉房 | 三好吉房 | 三好吉房     | 三好吉房     | 三好吉房     | 三好吉房     |              |              | 日秀尼   | 日秀尼   | 日秀尼 | 日秀尼 | 日秀尼 | 日秀尼 |          |          |          |          |          |          | 豊臣秀長 | 豊臣秀長 | 豊臣秀長 | 豊臣秀長 | 豊臣秀長 | 豊臣秀長 |          |          | 朝日姫   | 朝日姫   | 朝日姫   | 朝日姫   | 朝日姫   | 朝日姫   |          |          | 徳川家康 | 徳川家康 | 徳川家康 | 徳川家康 | 徳川家康 | 徳川家康 |          |          |          |          |          |          |
|  |  |  |  |  |  |          |          |              |              |              |              |              |              |          |          |        |        |        |        |          |          |          |          |          |          |          |          |          |          |          |          |          |          |          |          |          |          |          |          |          |          |          |          |          |          |          |          |          |          |          |          |          |          |
|  |  |  |  |  |  |          |          |              |              | 豊臣秀次     | 豊臣秀次     | 豊臣秀次     | 豊臣秀次     | 豊臣秀次 | 豊臣秀次 |        |        |        |        |          |          |          |          |          |          |          |          | 北政所   | 北政所   | 北政所   | 北政所   | 北政所   | 北政所   |          |          |          |          |          |          |          |          | 徳川秀忠 | 徳川秀忠 | 徳川秀忠 | 徳川秀忠 | 徳川秀忠 | 徳川秀忠 |          |          |          |          |          |          |
|  |  |  |  |  |  |          |          |              |              | 豊臣秀次     | 豊臣秀次     | 豊臣秀次     | 豊臣秀次     | 豊臣秀次 | 豊臣秀次 |        |        |        |        |          |          |          |          |          |          |          |          | 北政所   | 北政所   | 北政所   | 北政所   | 北政所   | 北政所   |          |          |          |          |          |          |          |          | 徳川秀忠 | 徳川秀忠 | 徳川秀忠 | 徳川秀忠 | 徳川秀忠 | 徳川秀忠 |          |          |          |          |          |          |
|  |  |  |  |  |  |          |          |              |              |              |              |              |              |          |          |        |        |        |        |          |          |          |          |          |          |          |          |          |          |          |          |          |          |          |          |          |          |          |          |          |          |          |          |          |          |          |          |          |          |          |          |          |          |
|  |  |  |  |  |  |          |          |              |              |              |              |              |              |          |          |        |        |        |        |          |          |          |          |          |          |          |          |          |          |          |          |          |          |          |          |          |          |          |          |          |          |          |          |          |          |          |          |          |          |          |          |          |          |
|  |  |  |  |  |  |          |          |              |              |              |              | 南殿         | 南殿         | 南殿     | 南殿     | 南殿   | 南殿   |        |        | 豊臣秀吉 | 豊臣秀吉 | 豊臣秀吉 | 豊臣秀吉 | 豊臣秀吉 | 豊臣秀吉 |          |          | 淀殿     | 淀殿     | 淀殿     | 淀殿     | 淀殿     | 淀殿     |          |          | 崇源院   | 崇源院   | 崇源院   | 崇源院   | 崇源院   | 崇源院   |          |          |          |          | 千姫     | 千姫     | 千姫     | 千姫     | 千姫     | 千姫     |          |          |
|  |  |  |  |  |  |          |          |              |              |              |              | 南殿         | 南殿         | 南殿     | 南殿     | 南殿   | 南殿   |        |        | 豊臣秀吉 | 豊臣秀吉 | 豊臣秀吉 | 豊臣秀吉 | 豊臣秀吉 | 豊臣秀吉 |          |          | 淀殿     | 淀殿     | 淀殿     | 淀殿     | 淀殿     | 淀殿     |          |          | 崇源院   | 崇源院   | 崇源院   | 崇源院   | 崇源院   | 崇源院   |          |          |          |          | 千姫     | 千姫     | 千姫     | 千姫     | 千姫     | 千姫     |          |          |
|  |  |  |  |  |  |          |          |              |              |              |              |              |              |          |          |        |        |        |        |          |          |          |          |          |          |          |          |          |          |          |          |          |          |          |          |          |          |          |          |          |          |          |          |          |          |          |          |          |          |          |          |          |          |
|  |  |  |  |  |  |          |          |              |              |              |              |              |              |          |          |        |        |        |        |          |          |          |          |          |          |          |          |          |          |          |          |          |          |          |          |          |          |          |          |          |          |          |          |          |          |          |          |          |          |          |          |          |          |
|  |  |  |  |  |  |          |          | 羽柴秀勝     | 羽柴秀勝     | 羽柴秀勝     | 羽柴秀勝     | 羽柴秀勝     | 羽柴秀勝     |          |          | 女児   | 女児   | 女児   | 女児   | 女児     | 女児     |          |          | 豊臣鶴松 | 豊臣鶴松 | 豊臣鶴松 | 豊臣鶴松 | 豊臣鶴松 | 豊臣鶴松 |          |          | 和期の方 | 和期の方 | 和期の方 | 和期の方 | 和期の方 | 和期の方 |          |          | 豊臣秀頼 | 豊臣秀頼 | 豊臣秀頼 | 豊臣秀頼 | 豊臣秀頼 | 豊臣秀頼 |          |          | 小石の方 | 小石の方 | 小石の方 | 小石の方 | 小石の方 | 小石の方 |
|  |  |  |  |  |  |          |          | 羽柴秀勝     | 羽柴秀勝     | 羽柴秀勝     | 羽柴秀勝     | 羽柴秀勝     | 羽柴秀勝     |          |          | 女児   | 女児   | 女児   | 女児   | 女児     | 女児     |          |          | 豊臣鶴松 | 豊臣鶴松 | 豊臣鶴松 | 豊臣鶴松 | 豊臣鶴松 | 豊臣鶴松 |          |          | 和期の方 | 和期の方 | 和期の方 | 和期の方 | 和期の方 | 和期の方 |          |          | 豊臣秀頼 | 豊臣秀頼 | 豊臣秀頼 | 豊臣秀頼 | 豊臣秀頼 | 豊臣秀頼 |          |          | 小石の方 | 小石の方 | 小石の方 | 小石の方 | 小石の方 | 小石の方 |
|  |  |  |  |  |  |          |          |              |              |              |              |              |              |          |          |        |        |        |        |          |          |          |          |          |          |          |          |          |          |          |          |          |          |          |          |          |          |          |          |          |          |          |          |          |          |          |          |          |          |          |          |          |          |
|  |  |  |  |  |  |          |          |              |              |              |              |              |              |          |          |        |        |        |        |          |          |          |          |          |          |          |          |          |          |          |          |          |          |          |          | 豊臣国松 | 豊臣国松 | 豊臣国松 | 豊臣国松 | 豊臣国松 | 豊臣国松 |          |          | 天秀尼   | 天秀尼   | 天秀尼   | 天秀尼   | 天秀尼   | 天秀尼   |          |          |          |          |

```
実線は親子関係 点線は婚姻関係
```

### 妻子
- 正室：北政所（杉原定利の娘・寧々）
- 側室：南殿（一説に山名禅高の娘というが素性不明） または 於葉の方（浅井家祐筆・石田長楽庵の娘）
  - 長男：羽柴秀勝（石松丸）
  - 女（名前不詳）
- 側室：淀殿（浅井長政の娘・茶々）
  - 二男：豊臣鶴松
  - 三男：豊臣秀頼
- 側室：南の局（山名豊国の娘）
- 側室：松の丸殿（京極高吉の娘・竜子）
- 側室：加賀殿（前田利家娘・摩阿）
- 側室：甲斐姫（成田氏長の娘）
- 側室：三の丸殿（蒲生氏郷の養女、織田信長の娘）
- 側室：三条殿（蒲生賢秀の娘・とら）
- 側室：姫路殿（織田信包の娘）
- 側室：広沢局（名護屋経勝の娘）
- 側室：月桂院（足利頼純の娘・嶋子）
- 側室：香の前（高田次郎右衛門の娘・種。後に伊達政宗・茂庭綱元の側室となる）
- 側室：円融院（三浦能登守の娘・おふく（法鮮尼）。宇喜多秀家の母）

『絵本太閤記』・『新書太閤記』によると、秀吉は故郷の尾張を離れた後、遠江頭陀寺城主・松下之綱に仕えた。之綱は秀吉を気に入り、家臣の娘で美人のおきくという女性を選び、結婚させた。しかし、おきくは秀吉を嫌い、秀吉が尾張へ向かう際に離縁したといわれている。そのため、秀吉は高台院とは2度目の結婚であり、高台院の生母・朝日殿が結婚に反対した理由のひとつともいわれている。

### 養子
- 羽柴秀勝（織田信長の四男・於次）
- 豊臣秀勝（姉・とも（日秀）と三好吉房の次男、羽柴秀勝を継ぐ）[注釈 74]
- 豊臣秀次（姉・とも（日秀）と三好吉房の長男）[注釈 75]
- 池田輝政（池田恒興の次男）[255][注釈 76]
- 池田長吉（池田恒興の三男）
- 結城秀康（徳川家康の二男）
- 小早川秀秋（木下家定の五男、高台院の甥）

### 養女
- 豪姫（前田利家の娘。宇喜多秀家正室）
- 摩阿姫（前田利家の娘。豊臣秀吉側室）
- 菊姫（前田利家の庶女。早世）
- 小姫（織田信雄の娘。徳川秀忠正室。早世）
- 竹林院（大谷吉継の娘。真田信繁正室）
- 大善院（豊臣秀長の娘。毛利秀元正室）
- 茶々（浅井長政の娘。豊臣秀吉側室）
- 初（浅井長政の娘。京極高次正室）
- 江（浅井長政の娘。佐治一成正室→豊臣秀勝正室→徳川秀忠継室）
- 糸姫（蜂須賀正勝の娘。黒田長政正室）
- 容光院（宇喜多直家の娘。吉川広家正室）

### 猶子
- 宇喜多秀家（宇喜多直家の嫡子、養女の婿であり婿養子でもある）
- 智仁親王（誠仁親王第6皇子、後に八条宮を創設）
- 伊達秀宗（伊達政宗の庶子）
- 近衛前子（近衛前久の娘、後陽成天皇女御）

### 異父兄弟姉妹
天正15年（1587年）、大坂城に大政所（なか）を母とする秀吉の異父兄弟を名乗り2、30人の従者連れで伊勢国から現れたが、秀吉が母を問いただし、「知らない」との言質を得て、ただちに従者ともども捕縛して斬首し、街道筋に首を曝した。同年の3、4か月後には、尾張国の異父姉妹を探し出し（「耳にした」とある）、当人が気乗り薄のところを優遇するとの使者の甘言で大坂に誘い、身内の婦人数人と上坂させたが、到着後すぐに同行女性らと共に捕縛し、斬首した。これはフロイスが、世上知られていることを記述したものとされている（フロイス『日本史』第12章）。大政所なか、には3回以上の結婚歴があるとされている 。しかし、秀吉が兄弟姉妹と認めるのは、秀長・朝日だけであった。

### その他の血縁者
- 隆清院（真田家）(義孫(甥孫)
- 福島正則（福島家）(従弟)
- 青木一矩（青木家）(同)
- 小出吉政（小出家）(同)
- 別所吉治（別所家）(従甥)
- 加藤清正（加藤家）(又従弟)

## 家臣
譜代の家臣を持たずに生まれ、天下人へと至った秀吉は、その生涯で多くの家臣を新たに得た。
通常の大名では一族を家臣とすることが多いが、秀吉は極端に少なく、父方の縁者である家臣は全く確認されていない。最も近い一門は兄妹とその配偶者・子孫であり、弟の秀長、姉婿の三好吉房とその子らが該当する。福島正則・加藤清正は秀吉母の血縁者であり、幼少時から秀吉に仕えた。木下氏・杉原氏・浅野氏は秀吉の妻の縁者であり、浅野長政・小早川秀秋らが代表的である。
織田信長に仕えたころからの陪臣としては堀尾吉晴、山内一豊、中村一氏、竹中重治、仙石秀久、樋口直房、脇坂安治、片桐且元、石田三成、増田長盛などがいる。江戸時代の軍学者山鹿素行の『武家事紀』では初期の功臣として、宮田光次、神子田正治、尾藤知宣、戸田勝隆の4人を列挙している。このうち、神子田・尾藤は追放され、その後処刑された。また秀吉が有力大名となる過程で、竹中重治・蜂須賀正勝・黒田孝高・仙石秀久などの大名が与力として付属された。
賤ヶ岳の戦いでは、抜群の功績を上げた正則、清正に加え加藤嘉明、脇坂安治、平野長泰、糟屋武則、片桐且元らが賤ヶ岳の七本槍として数えられる。ただし、誰を賤ヶ岳の七本槍とすべきかについては諸説ある。信長の後継者の座を得ると、かつての与力大名や、信長の重臣であった前田利家、丹羽長秀、池田氏などを従えた。また天下統一により日本国内の武家の頂点に立ったため、すべての武家は秀吉の家臣ないし陪臣と呼べる立場となっている。さらに一門や直臣なども大名化している。

### 制度
豊臣政権が成立した天正10年ごろから、政権および家政を司る奉行人組織が生まれた。この時期には前田玄以、浅野長政、石田三成、増田長盛、長束正家、片桐且元、富田一白らの奉行衆や、蜂須賀正勝・黒田孝高・小西行長らの城主が奉行として文書を発給している。
『太閤記』には関白就任とともに五奉行の職制が定められたとされるが、事実とは見られていない。秀次の切腹後には、「御掟」と「御掟追加」が発せられ、徳川家康、前田利家、上杉景勝、宇喜多秀家、毛利輝元、小早川隆景がこれに署名している。この6名の有力大名は、小早川の没後の状態から「五大老」と呼ばれている。通説では「五大老」が秀吉没後の豊臣政権の最高意思決定機関であり、「五奉行」がその執行機関であると考えられてきた。
秀吉の遺言には、五人の「年寄」が、豊臣家の財政を司ることが記述されており、「年寄」に対してこの遺言を守るよう命じられている。従来は「年寄」は「五大老」を指すとされていたが、遺言では「年寄」が家康と利家に相談するよう書かれており、この文書では「五奉行」を指すとされる。また関ヶ原の戦い直前に出された「内府違いの条々」では、「五人之御奉行五人之年寄共」という記述があり、「年寄」のうち二人が押し込められたという記述がある。これに該当するのはいわゆる「五奉行」の石田三成と浅野長政であり、これらの書類では「年寄衆」が三成らの奉行人、「御奉行」が家康ら有力大名を指すとみられる。一方で、一部の同時代史料には前田玄以・増田長盛らを指して奉行としているものもある。三鬼清一郎は奉行と年寄の語が明確に分けられていくのは寛永期以降であると指摘し、同時代的には用語の区別が明確に意識されていたとはいえないとしている。
五大老
徳川家康、前田利家、上杉景勝、宇喜多秀家、毛利輝元、小早川隆景、前田利長（利家死後）
三中老
生駒親正、中村一氏、堀尾吉晴
五奉行
前田玄以（筆頭）、浅野長政、石田三成、増田長盛、長束正家、（宮部継潤、富田一白）
十人衆
富田一白、寺西正勝、毛利吉成、堀田一継、佐々行政、石田正澄、片桐貞隆、石川光元、山中長俊、木下延重
参謀（両兵衛）
竹中重治、黒田孝高
一門衆
豊臣秀長、豊臣秀次、豊臣秀勝、豊臣秀保、小早川秀秋、宇喜多秀家、木下家定、杉原家次、浅野長政、木下勝俊、青木一矩、杉原長房
賤ヶ岳の七本槍
福島正則、加藤清正、加藤嘉明、脇坂安治、平野長泰、糟屋武則、片桐且元、（桜井家一、石川一光）
七将
福島正則、加藤清正、池田輝政、細川忠興、浅野幸長、加藤嘉明、黒田長政、（藤堂高虎、蜂須賀家政）
与力衆
宮部継潤、一柳直末、田中吉政、木村定重、小出吉政、亀井茲矩、谷衛友、寺沢広高、新庄直頼、斎村政広、別所重宗
信長親族
織田秀信、織田信包、織田長益、織田信秀、織田信高
信長旧臣
丹羽長秀、蜂須賀正勝、前野長康、蒲生氏郷、堀秀政、細川藤孝、細川忠興、蜂屋頼隆、京極高次、長谷川秀一、長谷川与次、日根野弘就、日根野盛就、長谷川宗仁、矢部家定、建部寿徳、稲葉一鉄、市橋長利、伊東長久、九鬼嘉隆、古田重然、堀内氏善、丸毛兼利、毛利秀頼、猪子一時
黄母衣衆
青木一重、伊木遠雄、石尾治一、伊東長実、井上道勝、小野木公郷、郡宗保、津田信任、戸田勝隆、友松盛保、中島氏種、中西守之、長原雲沢軒、野々村雅春、蜂須賀家政、服部一忠、速水守久、尾藤知宣、神子田正治、三好房一、毛利吉成、森可政、分部光嘉、一柳直末
七手組
速水守久、青木一重、伊東長実、堀田盛重（盛高）、中島氏種、真野助宗、野々村雅春、真野頼包（助宗死後）、郡宗保
その他子飼い・馬廻衆
小西行長、大谷吉継、仙石秀久、加藤光泰、山内一豊、松浦秀任

## 秀吉が偏諱を与えた人物
- 宇喜多秀家
- 大谷吉継
- 大友吉統
- 織田秀信
- 織田秀雄
- 蒲生秀行
- 小早川秀秋
- 小早川秀包
- 伊達秀宗
- 徳川秀忠
- 羽柴秀勝
- 堀秀治
- 毛利秀元
- 毛利秀就
- 結城秀康

## 史跡等

### 墓所・霊廟・神社
死後、高野山の木食応其が法要を執り行い、京都東山の阿弥陀ヶ峰（現在の豊国廟）に葬られて、豊国大明神として豊国神社に祀られた。しかし大坂の陣で豊臣家が滅亡すると、徳川家康により方広寺の大仏の鎮守とするために、後水尾天皇の勅許を得て豊国大明神の神号は剥奪され、神社自体も廃絶された。もはや神ではなくなった秀吉には国泰寺殿雲山俊龍大居士という仏教の戒名が贈られた。秀吉の霊は大仏殿裏手南東に建てられた五輪石塔（現：豊国神社宝物館の後方の馬塚）に遷された。当時の史料ではこの石塔を秀吉の「墳墓」と呼んでいる（『妙法院文書』・『雍州府志』など）。また秀吉の遺体そのものは霊屋とともに山頂に遺された（『雍州府志』）。廟も壊され、大仏殿裏手に遷されている。この時、神龍院梵舜の嘆願により、梵舜の神宮寺や内苑（本殿など）の建物は残された。なお、建造物の一部は片桐且元らによって宝厳寺や都久夫須麻神社に移築されたともされる。その後、残った建物も妙法院に移されることになり、以後は建物は荒廃していったとされる。寛永17年（1640年）には旧参道内に新日吉神社（いまひえじんじゃ）が再興され、山頂及び旧社殿に参拝するための通路が消滅した。明治になり日光東照宮の相殿に祀られ、豊国神社再建の機運が高まり、侯爵・黒田長成が音頭を取り阿弥陀ヶ峯に墓標が建立され豊国神社は再興された。
秀吉の死後、側近であった臨済宗僧侶、安国寺恵瓊は秀吉の遺髪を安芸安国寺（現不動院）、安国寺（現国泰寺）に持ち帰り、遺髪塚を建立した。
不動院（広島市東区）、国泰寺（広島市西区）には現在も遺髪塚が残っている。
秀吉が主祭神として祀られている神社（豊国神社）は、京都市以外には大阪、金沢、長浜、名古屋、小松島、福岡等にある。なお高野山奥の院に豊臣家墓所があるのは有名であるが、現存する墓碑の中に秀吉のものはない。その理由は不明。

#### 像
各所に像が保管・公開されている。
- 大阪市・大宮神社（木像）：現存する木像では最大級の高さ[267]。
- 高台寺（木像）：妻の北政所の像とともに安置されている[268]。
- 大坂城（木像）[269]
- （願海山法性覺院）西方寺（木像）：慶応年間に作られたもの。平成末期に修復された[270]。
- 豊国神社（陶製）：昭和時代に作られたもの。阪神淡路大震災で破損したが修復された[271]。

### 供養墓
山口県山口市にある俊龍寺には豊臣秀吉供養墓（供養塔）がある。これは毛利輝元が家臣･柳沢元政に、秀吉の菩提を弔うための「太閤廟」を当地にあった前身寺院の献殊院に建立するように命じて造営された。供養墓には輝元が秀吉より拝領した鎧を納めた。献殊院の名前も、秀吉の神号である「豊国大明神」から取って「豊国山」、さらに法名「俊龍」を取って俊龍寺と改名させて秀吉供養の寺院となった。

### 資料館
- 名古屋市秀吉清正記念館
- 佐賀県立名護屋城博物館

## 豊臣秀吉を題材とする作品
豊臣秀吉の一代記の作品群は『太閤記』と呼ばれている。ただし、浄瑠璃や歌舞伎など演劇では「太閤」の官職名を「大功」に代えて『大功記』のタイトルにしている作品や「太閤秀吉」の名を「大功久吉」にして脚色している作品がある。
以下は豊臣秀吉が主人公の作品。重要な人物なので脇役や準主役となると作品も演じた役者が膨大な数にのぼる。
主人公以外の作品は豊臣秀吉が登場する大衆文化作品一覧を参照。
絵画
- 豊臣期大阪図屏風[273]

小説
- 『新書太閤記』吉川英治
- 『異本太閤記』山岡荘八
- 『新太閤記』海音寺潮五郎
- 『新史太閤記』司馬遼太郎
- 『妖説太閤記』山田風太郎
- 『夢のまた夢』津本陽
- 『秀吉－夢を超えた男』堺屋太一
- 『秀吉と利休』野上彌生子
- 『秀吉の枷』加藤廣
- 『秀吉と利休、相克の朝』小林克巳
- 『秀吉の活』木下昌輝
- 『茶聖』伊東潤
- 『首』北野武
- 『土を知る天下人』（『戦国武将伝 西日本編』収録）今村翔吾

漫画
- 『豊臣秀吉』 横山光輝
- 『学習漫画 日本の伝記 豊臣秀吉』 久松文雄
- 『黄金太閤記』 小島剛夕（井沢元彦原作）
- 『豊臣秀吉』 樋口清之
- 『豊臣秀吉』 さいとう・たかを
- 『豊臣秀吉』 土山しげる
- 『豊臣秀吉勇将録 戦国武将列伝』
- 『戦国人物伝 豊臣秀吉』 瀧玲子（すぎたとおる原作）
- 『信長を殺した男〜日輪のデマルカシオン』藤堂裕（明智憲三郎原案）

映画
- 『絵本太閤記（太功記十段目）』（1908年、M パテー商会、撮影：男澤粛）
- 『豊太閤栄華物語』（1918年、演：尾上松之助）
- 『出世大閤日吉丸』（1919年、演：尾上松之助）
- 『木下藤吉郎』（1921年、演：澤村四郎五郎）
- 『太閤記』（1922年、演：尾上松之助）
- 『大功記十段目』（1922年、演：嵐璃徳）
- 『大功記十段目』（1923年、演：澤村四郎五郎）
- 『木下藤吉郎』（1924年、演：澤村四郎五郎）
- 『豆本太閤記』（1926年、演：松尾文人）
- 『羽柴筑後守』（1926年、演：片岡左衛門）
- 『木下藤吉郎』（1928年、演：実川延松）
- 『出世筑前守』（1928年、演：綾小路絃三郎）
- 『豊太閤』（1929年、演：河津清三郎）
- 『英傑秀吉』（1929年、演：河部五郎）
- 『太閤記 藤吉郎走卒の巻』（1935年、演：尾上栄五郎）
- 『太閤記 藤吉郎出世飛躍の巻』（1936年、演：尾上栄五郎）
- 『怪童日吉丸』（1937年、演：井上琢也）
- 『出世太閤記』（1938年、演：嵐寛寿郎）
- 『祝言太閤記』（1940年、演：藤井貢）
- 『夫婦太閤記』（1940年、演：藤井貢）
- 『花婿太閤記』（1945年、演：嵐寛寿郎）
- 『凸凹太閤記』（1953年、大映、監督：加戸敏、演：森繁久彌）
- 『新書太閤記 流転日吉丸』（1953年、演：東宮秀樹→市川右太衛門）
- 『新書太閤記 急襲桶狭間』（1953年、演：市川右太衛門）
- 『俺は藤吉郎』（1955年、演：林成年）
- 『太閤記』（1958年、演：高田浩吉）
- 『ホラ吹き太閤記』（1964年、東宝、監督：古沢憲吾、演：植木等）
- 『清須会議』（2013年、東宝、監督：三谷幸喜、演：大泉洋）
- 『首』（2023年、KADOKAWA、監督：北野武、演：ビートたけし）

テレビドラマ
- 『太閤記』（1957年、日本テレビ、演：大川太郎）
- 『新書太閤記』（1959年、毎日放送、演：東宮秀樹→宮崎照男）
- 『珍版太閤記』（1960年、KRT、演：矢代和雄）
- 『あまから太閤記』（1967年、毎日放送、演：白木みのる）
- 『太閤記』（1965年、NHK大河ドラマ、演：石川秀樹→緒形拳）
- 『青春太閤記 いまにみておれ!』（1970年、日本テレビ、演：なべおさみ）
- 『新書太閤記』（1973年、テレビ朝日、演：山口崇）
- 『太閤記』（1987年、TBS大型時代劇スペシャル、演：柴田恭兵）
- 『天下を獲った男 豊臣秀吉』（1993年、TBS大型時代劇スペシャル、演：柳葉敏郎）
- 『豊臣秀吉 天下を獲る!』（1995年、テレビ東京12時間超ワイドドラマ、演：中村勘九郎）
- 『秀吉』（1996年、NHK大河ドラマ、演：竹中直人）
- 『太閤記 サルと呼ばれた男』（2003年、フジテレビ、演：草彅剛）
- 『太閤記〜天下を獲った男・秀吉』（2006年、テレビ朝日、演：中村橋之助）

舞台
- TEAM NACS ニッポン公演「WARRIOR〜唄い続ける侍ロマン」（2012年、演：音尾琢真）

ボードゲーム
- 『秀吉軍記』（ツクダホビー）

コンピューターゲーム
- 『太閤立志伝』シリーズ（コーエー）

歌謡曲
- 断崖〜豊臣秀吉（1973年、作詞：佐伯孝夫、作曲：冬木透、歌：松崎しげる。コンピレーション・アルバム『戦国の武将』（規格品番：SJX-155）収録）
- 俺は藤吉郎（1980年、作詞：北村桃児、作曲：遠藤実、歌：三波春夫）